# 27 de noviembre
El 27 de noviembre es el 331.º (tricentésimo trigésimo primer) día del año en el calendario gregoriano y el 332.º en los años bisiestos. Quedan 34 días para finalizar el año.

## Acontecimientos
- 25: Luoyang es declarada capital de la Dinastía Han por el emperador Liu Xiu.
- 176: el emperador Marco Aurelio concede a su hijo Cómodo el rango de Imperator y comandante supremo de las legiones romanas.
- 395: Rufino, prefecto pretoriano del Este, es asesinado por mercenarios godos en Gainas.
- 511: el rey Clodoveo I muere en París (Lutetia) y es enterrado en la Abadía de St. Genevieve. Los merivingios continuará con sus cuatro hijos (Teodorico I, Clodomiro, Childeberto I y Clotario I, que dividen el reino franco en cuatro partes con capitales en Metz, Orleans, París y Soissons.
- 602: el emperador Mauricio es forzado a ver la ejecución de sus cinco hijos antes de ser decapitado. Sus cuerpos serán lanzados al mar y sus cabezas exhibidas en Constantinopla.

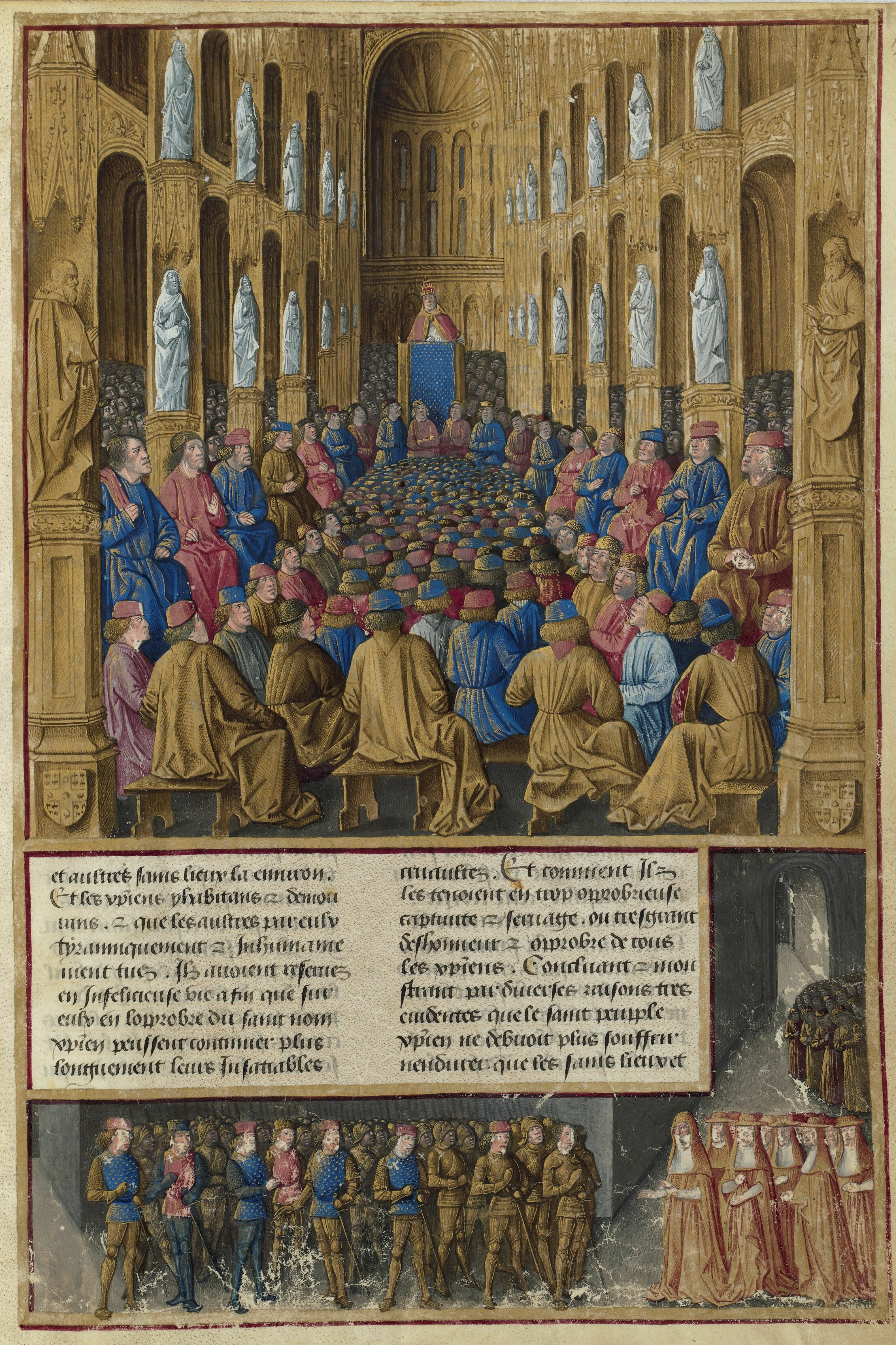
El papa Urbano II en el Concilio de Clermont. Ilustración del Livre des Passages d'Outre-mer, de alrededor de 1490 (Biblioteca Nacional de Francia)

- 1095: en el Concilio de Clermont (Francia), el papa Urbano II convoca a la Primera Cruzada.
- 1295: los representantes de Lancashire son llamados al palacio de Westminster por el rey Eduardo I de Inglaterra, llamada que sería conocida como «Parlamento modelo».
- 1515: es fundada la ciudad de Cumaná, la primera ciudad fundada en América.
- 1520: en el extremo sur de América, Fernando de Magallanes cruza el estrecho que lleva su nombre.
- 1703: El faro de Eddystone es destruido por una tormenta.
- 1755: en Mequinez (Marruecos) se registra un terremoto que deja un saldo de 3000 muertos.
- 1807: La Monarquía portuguesa escapa de Lisboa huyendo de las fuerzas napoleónicas. Su destino será Río de Janeiro, donde se instalará la corte.
- 1810: en España se crea el primer reglamento de las Cortes de Cádiz.
- 1811: las Provincias Unidas de la Nueva Granada (Hoy, Colombia) se declaran independientes del dominio español.
- 1820: en Santa Ana de Trujillo (Venezuela), el general Simón Bolívar (presidente de la República de Gran Colombia) y el general Pablo Morillo (capitán de las fuerzas realistas en Venezuela) firman el Tratado de Armisticio y Regularización de la Guerra.
- 1830: en París, la joven monja francesa Catalina Labouré (1806-1876) declara que supuestamente "se le apareció la Virgen de la Medalla Milagrosa".
- 1838: se inicia la batalla de San Juan de Ulúa (1838) donde las tropas francesas comandados por el almirante Charles Baudin derrotarán a al Ejército Mexicano al mando de los generales Antonio López de Santa Anna y Mariano Arista en la fortaleza de San Juan de Ulúa en el estado de Veracruz, México.
- 1839: fundación de la American Statistical Association, en Boston, Massachusetts.
- 1852: muere Ada Lovelace una famosa matemática e informática debido a cáncer uterino.
- 1856: un golpe de Estado en Luxemburgo adopta una nueva constitución más reaccionaria.
- 1868: el Emperador Meiji de Japón traslada su residencia de la ciudad de Kioto a Edo, que en adelante se llamaría Tokio.
- 1871: en La Habana (Cuba) las autoridades españolas ordenan el  fusilamiento a ocho estudiantes de la cátedra de Medicina de la Universidad de La Habana.
- 1879: en Tarapacá, tiene lugar una batalla en la campaña terrestre de la Guerra del Pacífico donde se enfrentan fuerzas chilenas y peruanas, saldándose la batalla con la victoria de estas últimas.
- 1885: en España, Sagasta jura el cargo de presidente del Consejo ante la reina regente, María Cristina de Habsburgo-Lorena.

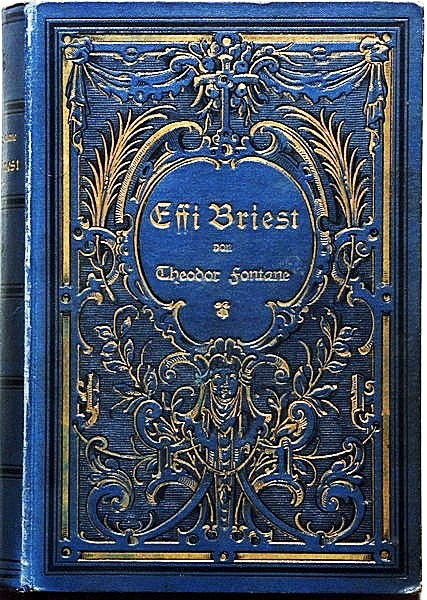
Effi Briest)

- 1886: El juez alemán Emil Hartwich recibe heridas fatales en un duelo, telón de fondo de la novela "Effi Briest", un clásico de la literatura alemana.
- 1887: en Quilmes (Buenos Aires) se funda el primer club de fútbol de Argentina, el Quilmes Atlético Club.
- 1895: Alfred Nobel dispone en su testamento que las rentas de su fortuna se distribuyan en los cinco premios Nobel.
- 1907: en Madrid, el Congreso español aprueba una ley para reconstruir la Armada.
- 1912: Francia y España firman un tratado para el reparto de Marruecos, que concede a España la dominación de la zona norte del país. Francia, por su parte, asumirá la parte centro y sur del país norteafricano.
- 1915: Alemania lleva a cabo un ataque aéreo contra Inglaterra.
- 1931: en España, Niceto Alcalá Zamora es elegido miembro de la Real Academia Española.
- 1935: las tropas invasoras japonesas entran en las ciudades chinas de Beiping (actual Pekín) y de Tianjin.
- 1938: El Club Alianza Lima desciende a Segunda División del Perú tras perder ante el Club Mariscal Sucre.
- 1939: Se estrena en los cines del Palacio de la Prensa e Imperial de Madrid la película María de la O tras un retraso de tres años causado por la resistencia al golpe de estado franquista.
- 1940: En Rumanía, el partido fascista Garda de Fier arrestó y ejecutó cerca de 60 exiliados de la corte de Carol II de Rumanía, entre los que se encuentran el ministro Nicolae Iorga.
- 1940. Segunda Guerra Mundial: en la batalla de Cabo Teulada, la Marina Real británica derrotó la Regia Marina en el Mediterráneo.
- 1942 Segunda Guerra Mundial: en Toulon, la Marina francesa hundió sus barcos y submarinos para evitar que caigan en manos alemanas.
- 1965: Invasión Estadounidense de Vietnam: El Pentágono explicó al presidente Lyndon B. Johnson sus planes para ganarle al vietcong (que fracasarán) Para ellos se necesitaba incrementar el número de tropas de los 120 000 a 400 000.
- 1966: en Uruguay se celebraron elecciones generales. Simultáneamente se realiza un plebiscito constitucional, en el mismo la ciudadanía decide terminar con el ejecutivo colegiado y volver a la presidencia unipersonal. Así las cosas, resulta vencedora la fórmula Óscar Gestido-Jorge Pacheco Areco.
- 1970: en Manila (Filipinas) se realiza un atentado frustrado contra el papa Pablo VI, durante su viaje a Extremo Oriente.
- 1970: El músico británico George Harrison saca a la venta su primer álbum de estudio posterior a la separación de The Beatles, llamado All Things Must Pass.
- 1971: el programa soviético Mars 2 intenta el descenso por Marte y aunque no lo logra Es el primer objeto humano que llega a la superficie del planeta rojo.
- 1975: en la Iglesia de San Jerónimo el Real (Madrid) se celebró una Misa de Espíritu Santo como inauguración del reinado (impuesto arbitrariamente por el dictador Francisco Franco)  de Juan Carlos I como rey de España(sin apoyo popular)
- 1978: El partido de los Trabajadores de Kurdistán (PKK) en fundado en Riha (Urfa) en Turquía.
- 1983: 
  - Accidente aéreo en Madrid del Vuelo 11 de Avianca, un avión Boeing 747 de la aerolínea Avianca, que cubría el vuelo París-Madrid-Bogotá.
  - En Uruguay se realiza el Acto del Obelisco, en contra de la dictadura por la que atravesaba el país.
- 1984: España y Gran Bretaña firman la "Declaración de Bruselas", en la cual, por primera vez, la parte británica admite que se abordarán cuestiones de soberanía sobre el contencioso de Gibraltar.
- 1989: 
  - En Jordania, el rey Hussein inaugura la primera sesión del nuevo parlamento, tras una ausencia de vida parlamentaria en el país de más de 20 años.
  - En Colombia, el Vuelo 203 de Avianca que volaba de Bogotá a Cali, estalla en pleno vuelo. Mueren todos sus ocupantes. Se culpa a Pablo Escobar y a Gonzalo Rodríguez Gacha.
- 1991: Resolución 721 del Consejo de Seguridad de las Naciones Unidas es adoptada.
- 1992: en Venezuela, las fuerzas militares intentan un segundo golpe de Estado igual que el encabezado por Hugo Chávez el 4 de febrero.
- 1994: en Uruguay se celebran elecciones generales. Julio María Sanguinetti gana por segunda vez, en esta ocasión por muy escaso margen; el Parlamento queda inusualmente repartido en tercios.
- 2003: en un lago de la República Democrática del Congo mueren más de 160 personas y desaparecen 100 más en el naufragio de una embarcación.
- 2005: el Sur de Irán es asolado por un terremoto de 5,9 grados en la escala de Richter: diez muertos y cientos de heridos.
- 2009: Atentado en un vagón del tren que hace la línea Moscú-San Petersburgo con el resultado de 39 fallecidos.
- 2011: El mariachi, expresión musical de México, es declarado por la Unesco como Patrimonio Cultural Inmaterial de la Humanidad
- 2012: Bon Jovi publica su segundo álbum en vivo, Inside Out.
- 2014: la inteligencia del gobierno israelí reprime una acción armada del grupo revolucionario Hamás en el estadio más importante de Jerusalén.[1][2]
- 2016: Argentina gana por primera vez la Copa Davis
- 2016: América de Cali derrota 2-1 a Deportes Quindío y vuelve a la Primera División del Fútbol Profesional Colombiano después de 5 años.
- 2020: En Ecuador, en el encuentro entre Liga de Quito y Centro Deportivo Olmedo, el árbitro Gabriel Ismael González Cordero paró el juego a los diez minutos exactos del primer tiempo, en plena jugada, para homenajear a Diego Armando Maradona, a los tres días de su fallecimiento.[3]
- 2020: Bad Bunny publica su tercer álbum en el año y el cuarto en lo que va su carrera de solista, El último tour del mundo.

## Nacimientos
- 110 o 115: Antínoo, presunto amante del emperador romano Adriano (f. 130).

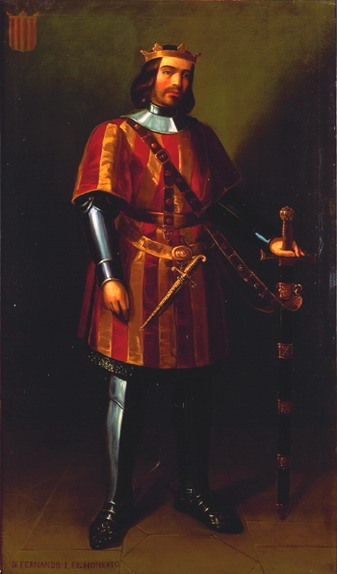
Fernando I de Aragón.

- 1380: Fernando I de Aragón, rey aragonés (f. 1416).
- 1576: Shimazu Tadatsune, señor de la guerra japonés (f. 1638).
- 1635: Madame de Maintenon, esposa de Luis XIV de Francia (f. 1719).
- 1684: Tokugawa Yoshimune, shogún japonés (f. 1751).
- 1701: Anders Celsius, inventor y astrónomo sueco (f. 1744).
- 1711: Antonio Gómez de la Torre, obispo español (f. 1779).
- 1741: Jean-Pierre Duport, violonchelista y compositor francés (f. 1818).
- 1745: Rafael de Sobremonte, noble y militar español (f. 1827).
- 1751: Johann Gottlob Leidenfrost, médico y teólogo alemán (f. 1794).
- 1754: Georg Forster, naturalista y etnólogo alemán (f. 1794).
- 1755: Gregorio Ceruelo la Fuente, sacerdote español (f. 1836).
- 1761: Julien Marie Cosmao-Kerjulien, militar francés (f. 1825).
- 1787: Ramón Freire, político y militar chileno (f. 1851).

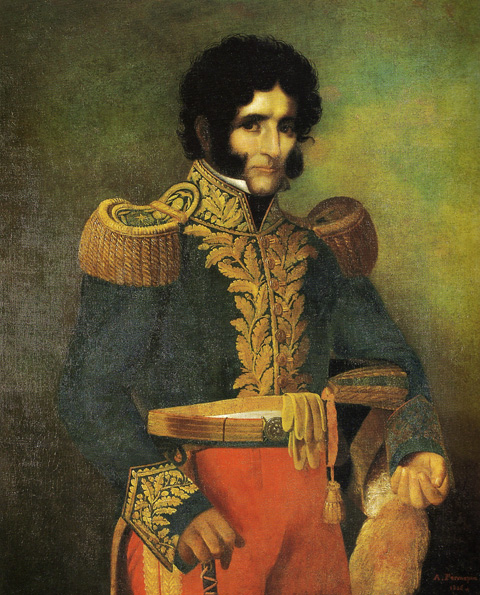
Facundo Quiroga.

- 1788: Facundo Quiroga, militar argentino (f. 1835).
- 1794: Diederich Franz Leonhard von Schlechtendal, botánico alemán (f. 1866).
- 1796: Jens Lorenz Moestue Vahl, botánico y explorador danés (f. 1854).
- 1798: Andries Pretorius, líder sudafricano (f. 1853).
- 1798: Rafael Tegeo, pintor español (f. 1856).
- 1801: José María Marchessi y Oleaga, militar español (f. 1882).
- 1801: Jakob Stutz, escritor suizo (f. 1877).

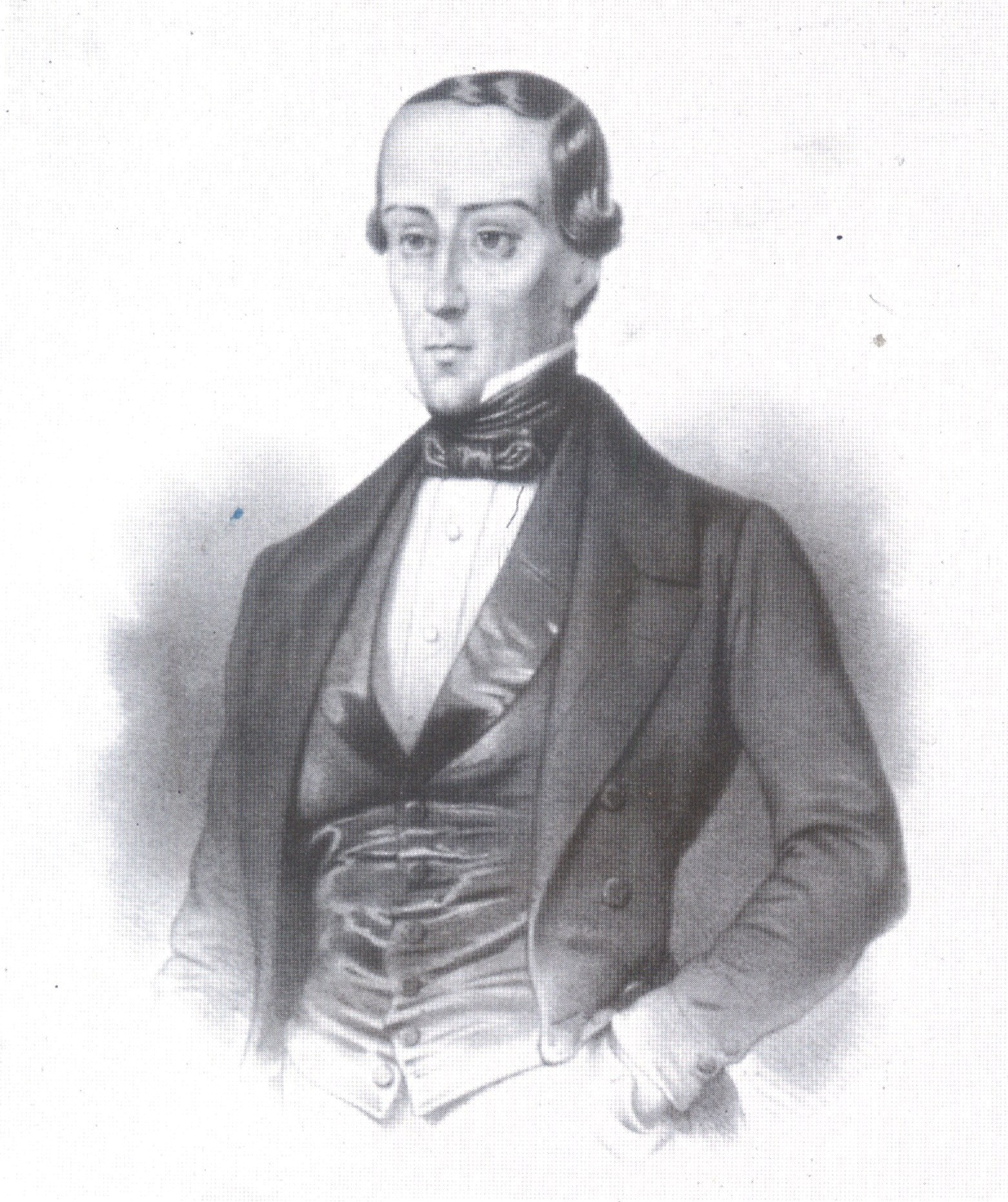
Luis Vargas Tejada.

- 1802: Luis Vargas Tejada, escritor colombiano (f. 1829).
- 1804: Julius Benedict, compositor y director de orquesta germano-británico (f. 1885).
- 1817: Juan Pujol, político argentino (f. 1861).
- 1820: Thomas Baines, explorador y artista estadounidense (f. 1875).
- 1822: José Selgas, escritor y periodista español (f. 1882).
- 1827: Andrés S. Viesca, militar mexicano (f. 1908).
- 1828: Florencio María del Castillo, escritor y periodista mexicano (f. 1863).
- 1829: Samuel Chamberlain, soldado, escritor y pintor estadounidense (f. 1908).
- 1829: Henri Louis Frédéric de Saussure, naturalista y entomólogo suizo (f. 1905).
- 1831: Dolores Costa, primera dama argentina (f. 1896).
- 1832: Thomas Belt, geólogo y naturalista inglés (f. 1878).
- 1833: María Adelaida de Cambridge, miembro de la Familia Real Británica (f. 1897).
- 1833: Hugo Pieter Vogel, arquitecto neerlandés (f. 1886).
- 1837: Juana Catalina Romero, aristócrata mexicana (f. 1915).
- 1838: Manuel Obligado, militar y político argentino (f. 1896).
- 1841: Paul Christoph Hennings, botánico alemán (f. 1908).

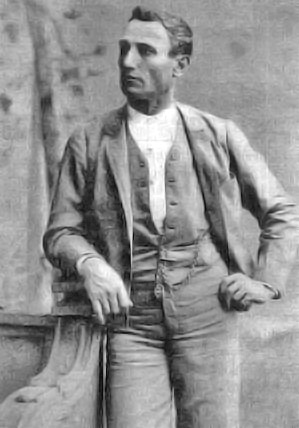
Lagartijo.

- 1841: Lagartijo, torero español (f. 1900).
- 1843: Elizabeth Stride, víctima de Jack el Destripador (f. 1888).
- 1846: Ángel Rubio Laínez, compositor y director de orquesta español (f. 1906).
- 1848: Henry Augustus Rowland, físico estadounidense (f. 1901).
- 1850: Friedrich Carl Lehmann, biólogo alemán (f. 1903).
- 1854: Louis De Geer, político sueco (f. 1935).
- 1857: Charles Scott Sherrington, fisiólogo británico, Premio Nobel de Medicina en 1932 (f. 1952).
- 1860: Facundo Perezagua, político y sindicalista español (f. 1935).
- 1862: Franz Xaver Kugler, erudito alemán (f. 1929).
- 1863: Josef Block, pintor alemán (f. 1943).

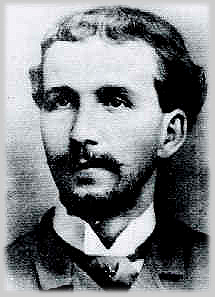
José Asunción Silva.

- 1865: José Asunción Silva, poeta colombiano (f. 1896).
- 1870: Juho Kusti Paasikivi, presidente finlandés (f. 1956).
- 1871: Giovanni Giorgi, ingeniero electricista italiano (f. 1950).
- 1872: Peter Raabe, compositor y director de orquesta alemán (f. 1945).
- 1874: Charles Beard, historiador estadounidense (f. 1948).

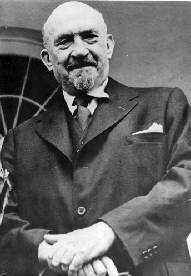
Jaim Weizmann.

- 1874: Jaim Weizmann, primer presidente de Israel (f. 1952).
- 1875: Julius Lenhart, gimnasta austríaco (f. 1962).
- 1876: Viktor Kaplan, ingeniero austríaco (f. 1934).
- 1878: Charles Dvorak, atleta estadounidense (f. 1969).
- 1878: William Orpen, pintor irlandés (f. 1931).
- 1878: Primitivo Yela Montalván, jurista, escritor y político ecuatoriano (f. 1948).
- 1879: Alberto Colunga Cueto, sacerdote español (f. 1962).
- 1880: Primitivo Hernández Sampelayo, ingeniero español (f. 1959).
- 1881: Joel Lehtonen, escritor finés (f. 1934).
- 1882: Adolf Abel, arquitecto alemán (f. 1968).
- 1886: Coriolano Alberini, filósofo argentino (f. 1960).
- 1886: Pedro Zonza Briano, escultor argentino (f. 1941).
- 1887: Masaharu Homma, general japonés (f. 1946).
- 1888: Carlos Concha Cárdenas, político peruano (f. 1944).
- 1889: Luis Falcini, escultor argentino (f. 1973).
- 1889: Eudoro Melo, escritor y político uruguayo (f. 1975).
- 1889: Ramón Prieto Bances, político y jurista español (f. 1972).
- 1890: Paul Röhrbein, militar alemán (n. 1934).

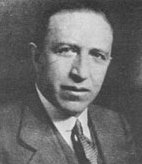
Pedro Salinas.

- 1891: Pedro Salinas, escritor español (f. 1951).
- 1892: Oleg Románov, príncipe ruso (f. 1914).
- 1893: Carlos Arroyo del Río, político ecuatoriano (f. 1969).
- 1894: José Antonio Junco Toral, político español (f. 1973).
- 1894: Konosuke Matsushita, empresario japonés (f. 1989).
- 1895: Pierre-Paul Grassé, paleontólogo francés (f. 1985).
- 1895: Ernesto Jaén Guardia, político panameño, presidente de Panamá en 1941 (f. 1961).
- 1896: Segismundo de Prusia, Príncipe de Prusia (f. 1978).

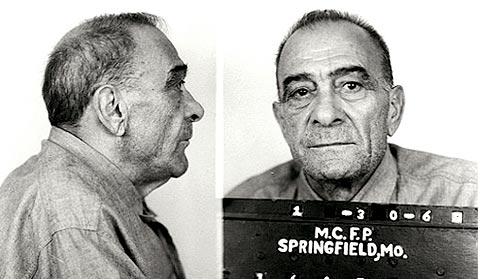
Vito Genovese.

- 1897: Vito Genovese, mafioso italo-estadounidense (f. 1969).
- 1897: Antonia Herrero, actriz española (f. 1978).
- 1898: José María Gil-Robles, político y abogado español (f. 1980).
- 1899: Walther Haage, botánico y horticultor alemán (f. 1992).
- 1899: Durval Marcondes, psiquiatra brasileño (f. 1981).
- 1900: Isabel de Orleans, noble francesa (f. 1983).
- 1902: Demetrio Herrera Sevillano, poeta panameño (f. 1950).
- 1902: J. Scott Smart, actor estadounidense (f. 1960).
- 1903: John McNally, jugador de fútbol americano estadounidense (f. 1985).

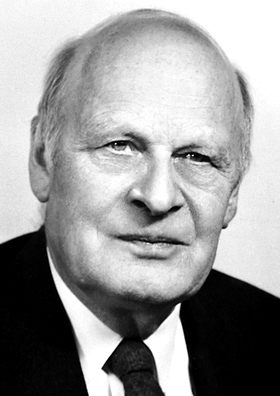
Lars Onsager.

- 1903: Lars Onsager, químico noruego, Premio Nobel de Química en 1968 (f. 1976).
- 1904: Eddie South, violinista estadounidense (f. 1962).
- 1905: János Balázs, escritor húngaro (f. 1977).
- 1905: Astrid Allwyn, actriz estadounidense (f. 1978)
- 1905: Melchor Centeno Vallenilla, inventor venezolano (f. 1985).
- 1907: Julio César Chaves, historiador paraguayo (f. 1989).
- 1907: L. Sprague de Camp, escritor estadounidense (f. 2000).
- 1909: James Agee, escritor estadounidense (f. 1955).
- 1910: Rodolfo Holzmann, compositor peruano (f. 1992).

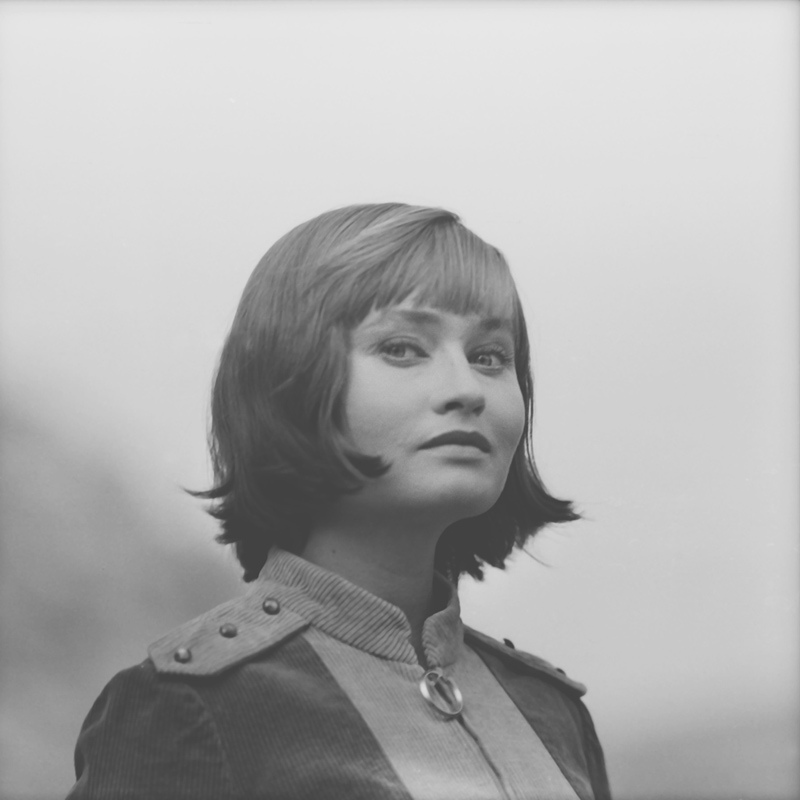
Dina Cocea.

- 1912: Dina Cocea, actriz rumana (f. 2008).
- 1912: Muzzy Marcellino, cantante estadounidense (f. 1997).
- 1912: Yuen Siu-tien, actor chino (f. 1979).
- 1914: Armando de Armas Romero, pintor cubano (f. 1981).
- 1915: Luis Castellanos, pintor español (f. 1946).
- 1915: Adonias Filho, escritor brasileño (f. 1990).
- 1917: Buffalo Bob Smith, personalidad televisiva estadounidense (f. 1998).
- 1918: Francisco Gil de Sola Caballero, marino español (f. 2009).
- 1918: Borýs Patón, científico e ingeniero ucraniano (f. 2020).
- 1920: Josep Maria Andreu, poeta español (f. 2014).
- 1920: Abe Lenstra, futbolista neerlandés (f. 1985).
- 1920: Buster Merryfield, actor británico (f. 1999).
- 1921: Alexander Dubček, político checoslovaco (f. 1992).
- 1921: Rafael Ponce, futbolista argentino.
- 1922: Victorio Cieslinskas, jugador de baloncesta uruguayo (f. 2007).

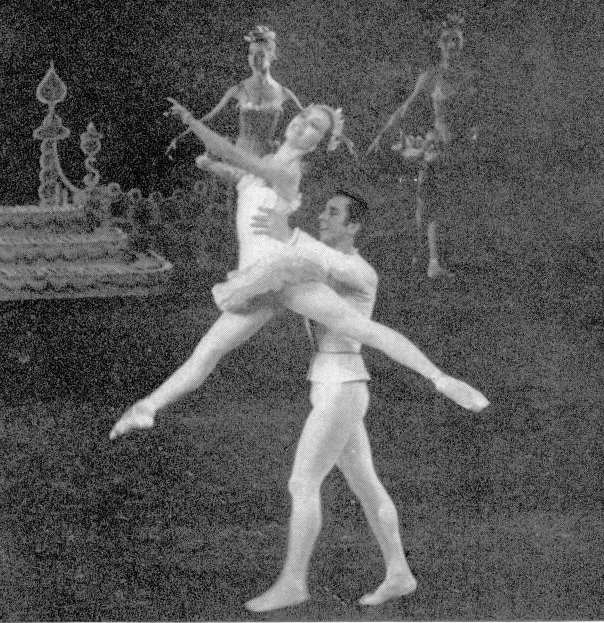
Maria Tallchief y Nicholas Magallanes en The Nutcracker 1954

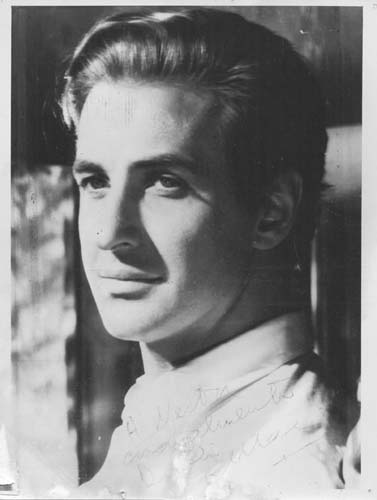
Duilio Marzio.

- 1922: Nicholas Magallanes, bailarín principal y miembro fundador del New York City Ballet (f. 1977)
- 1923: Duilio Marzio, actor argentino (f. 2013).

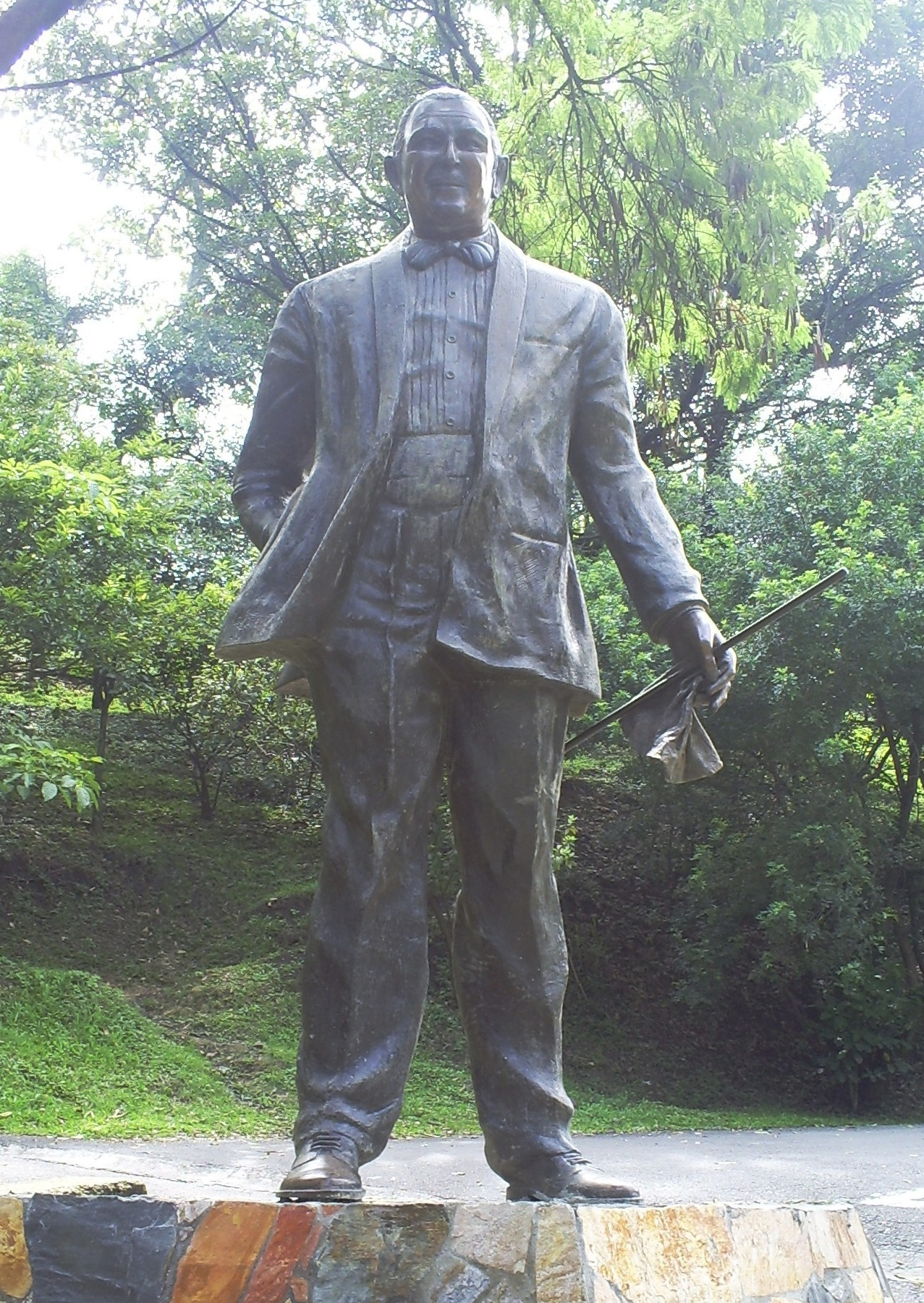
Montecristo.

- 1925: Bertold Hummel, compositor alemán (f. 2002).
- 1925: Claude Lanzmann, cineasta francés.
- 1925: Marshall Thompson, actor estadounidense (f. 1992).
- 1925: Ernie Wise, cómico y actor inglés (f. 1999).
- 1926: Elena Cruz, actriz argentina.
- 1927: Alberto Caturelli, filósofo argentino (f. 2016).
- 1928: Virginia Gutiérrez, actriz mexicana.
- 1928: Josh Kirby, dibujante y artista británico (f. 2001).
- 1930: Leopoldo García-Colín Scherer, físico mexicano (f. 2012).
- 1930: José Hernández Quero, pintor español (f. 2023).
- 1931: Jacob Ziv, científico informático israelí.
- 1932: Benigno Aquino, periodista y político filipino (f. 1983).
- 1933: Pedro Weber "Chatanuga", actor mexicano (f. 2016).
- 1934: Eucario Bermúdez, fue un periodista, locutor y presentador de televisión colombiano. (f. 2019).
- 1934: Gilbert Strang, matemático estadounidense.
- 1934: Luis Palau, evangelista, conferencista y escritor argentino (f. 2021).
- 1934: Amable Liñán, ingeniero aeronáutico español.
- 1935: Les Blank, director y productor estadounidense (f. 2013).
- 1935: Helmut Lachenmann, compositor alemán.
- 1935: Verity Lambert, productora de televisión inglesa (f. 2007).
- 1935: Raduan Nassar, escritor brasileño.
- 1935: Antonio Villamor, futbolista argentino.
- 1936: Anita Leocádia Prestes, historiadora brasileña.
- 1938: Horacio Dener, actor argentino (f. 2011).
- 1938: Apolo Nsibambi, político ugandés.
- 1938: Don Sleet, músico estadounidense (f. 1986).
- 1939: Mariela Arvelo, escritora venezolana.
- 1939: Laurent-Désiré Kabila, guerrillero y presidente de la República del Congo (f. 2001).
- 1939: Mauricio Wacquez, escritor chileno (f. 2000).

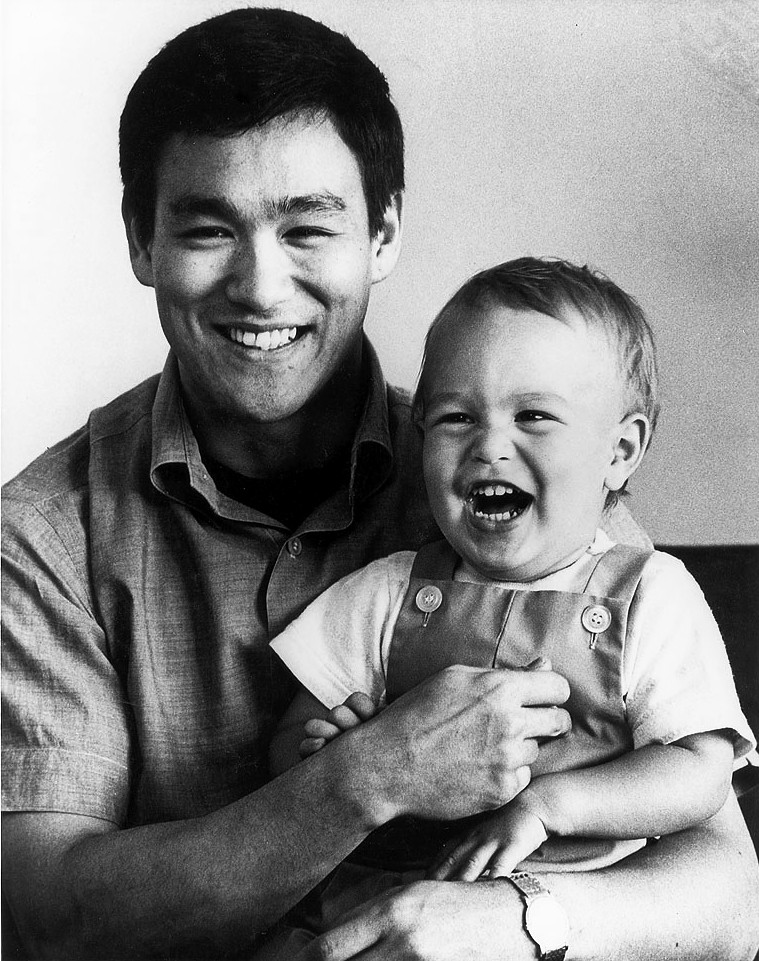
Bruce Lee.

- 1940: Bruce Lee, actor y artista marcial chino-estadounidense (f. 1973).
- 1941: Hugo Beccacece, periodista y escritor argentino.
- 1941: Aimé Jacquet, entrenador de fútbol francés.
- 1941: Eddie Rabbitt, cantante y guitarrista francés (f. 1998).
- 1942: Manolo Blahnik, diseñador de zapatos español.
- 1942: Gonzalo Duarte García de Cortázar, obispo chileno.
- 1942: François-Xavier Guerra, historiador franco-español (f. 2002).

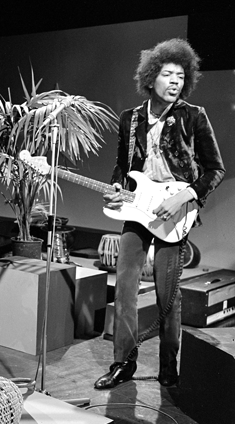
Jimi Hendrix.

- 1942: Jimi Hendrix, cantante y guitarrista estadounidense (f. 1970).
- 1942: Nilda Jara de Paniagua, primera dama peruana del expresidente Valentín Paniagua Corazao.
- 1942: René Steichen, político luxemburgués.
- 1943: Juan Milton Garduño, investigador y docente mexicano.
- 1944: Gregory Hoblit, director de cine estadounidense.
- 1945: Randy Brecker, trompetista estadounidense.
- 1945: Eiv Eloon, escritora estonia.
- 1945: Benigno Fitial, político de las islas Marianas.
- 1945: Giuseppe Fiorini Morosini, obispo italiano.
- 1945: Eduardo Garat, abogado argentino (f. 1978), desaparecido por la dictadura antiperonista (1976-1983).
- 1945: Roberto Rojas Díaz, futbolista chileno.
- 1945: James Avery, actor estadounidense (f. 2013).
- 1946: Bent Schmidt-Hansen, futbolista danés (f. 2013).
- 1947: Don Adams, jugador de baloncesto estadounidense.
- 1947: Héctor Bailetti, futbolista peruano.
- 1947: Ismaïl Omar Guelleh, presidente de Yibuti.
- 1947: Julio César Anderson, futbolista guatemalteco.
- 1949: Jim Price, jugador de baloncesto estadounidense.
- 1950: Philippe Delerm, escritor francés.
- 1950: Gran Hamada, luchador japonés.
- 1950: Guillermo Zúñiga Chaves, economista costarricense.
- 1951: Dražen Dalipagić, baloncestista serbio.
- 1951: Vera Fischer, actriz brasileña.
- 1951: Ivars Godmanis, político letón.

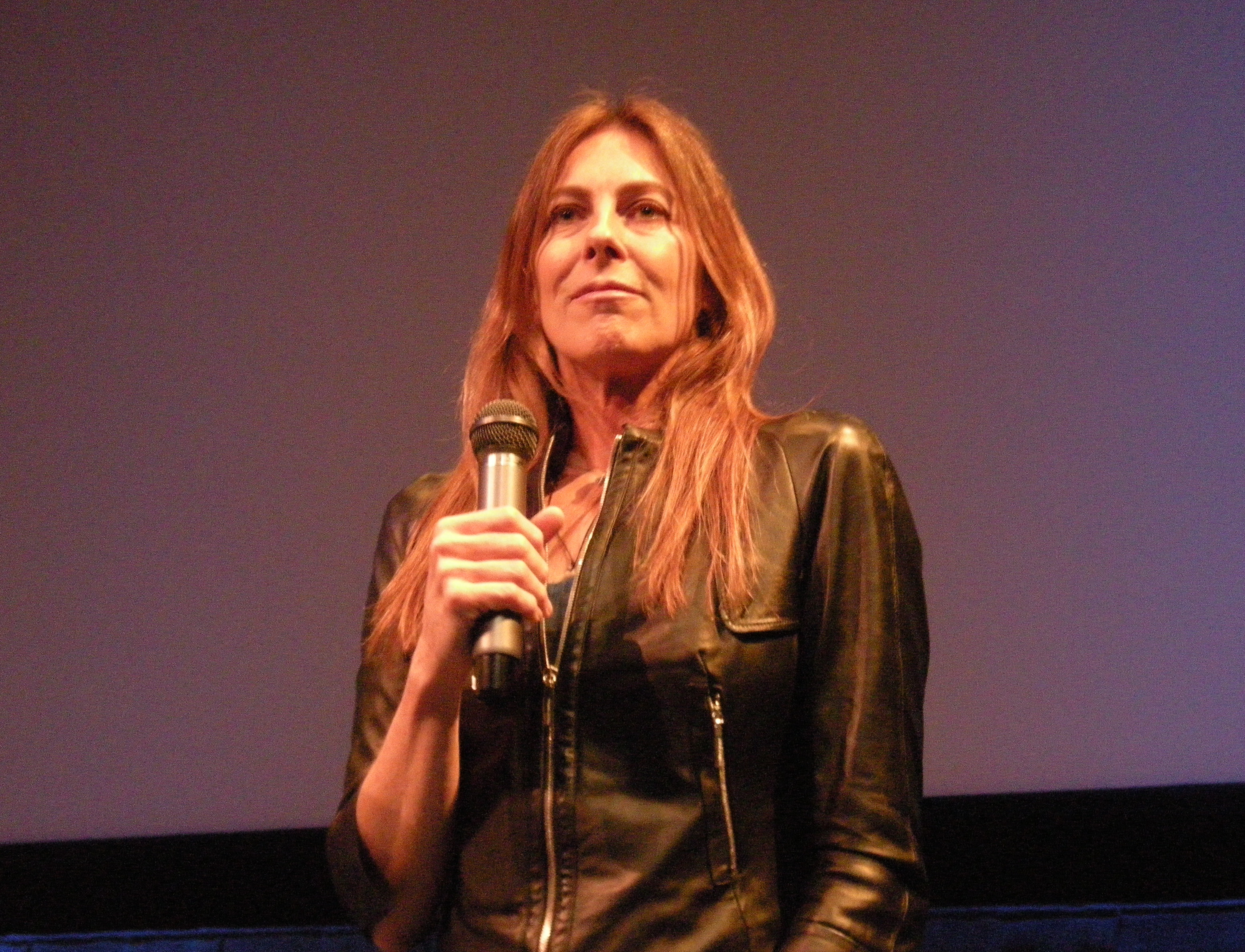
Kathryn Bigelow.

- 1952: Kathryn Bigelow, cineasta estadounidense, primera mujer ganadora del Óscar a Mejor dirección.
- 1952: Luis Mayol, político y empresario chileno.
- 1952: Frank Quintero, músico venezolano.
- 1952: Daryl Stuermer, guitarrista estadounidense (Genesis).
- 1953: Jon Imanol Azúa, político español.
- 1953: Carmen Martínez Ten, médico y política española.
- 1953: Curtis Armstrong, actor estadounidense.
- 1954: Carlos Escarrá, político venezolano (f. 2012).
- 1954: Albert Forner, actor español.
- 1954: Tamara, cantante colombiana (f. 2000).[4]
- 1954: Patricia McPherson, actriz estadounidense.

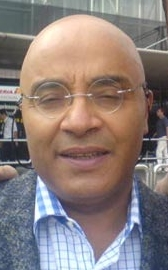
Andrés Montes.

- 1954: Kimmy Robertson, actriz estadounidense.
- 1955: Andrés Montes periodista español (f. 2009).
- 1955: Bill Nye, ingeniero y divulgador estadounidense.
- 1956: Felipe Berríos, sacerdote y activista chileno.
- 1956: William Fichtner, actor estadounidense.
- 1956: Lionello Manfredonia, futbolista italiano.
- 1957: Kenny Acheson, piloto británico de Fórmula 1.

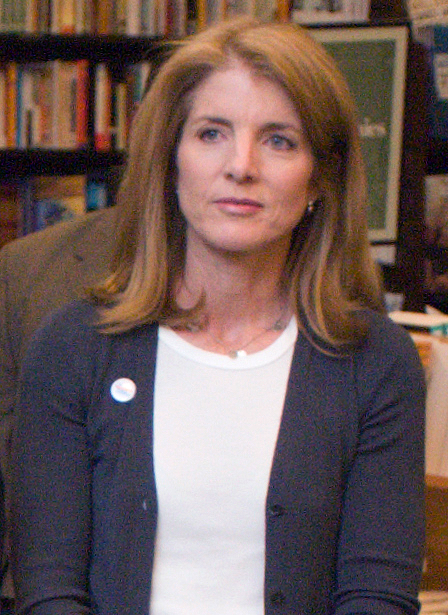
Caroline Kennedy.

- 1957: Caroline Kennedy, abogada estadounidense.
- 1957: Callie Khouri, cineasta estadounidense.
- 1957: Miriam Lewin, periodista argentina.
- 1957: Kevin O'Connell, ingeniero de sonido estadounidense.
- 1957: Satoru Sayama, luchador japonés.
- 1958: John Bumstead, futbolista británico.
- 1958: Pablo Granifo, banquero chileno.
- 1958: Tetsuya Komuro, músico japonés.
- 1958: Sergio Rubio Ríos, futbolista mexicano.
- 1959: Viktóriya Mulova, violinista rusa.
- 1959: Jaime Vilamajó, ciclista español.
- 1960: Eike Immel, futbolista alemán.
- 1960: Paulina García, actriz y directora de cine chilena.
- 1960: Tim Pawlenty, político estadounidense.
- 1960: Michael Rispoli, actor estadounidense.
- 1960: Maria Schneider, compositora estadounidense.

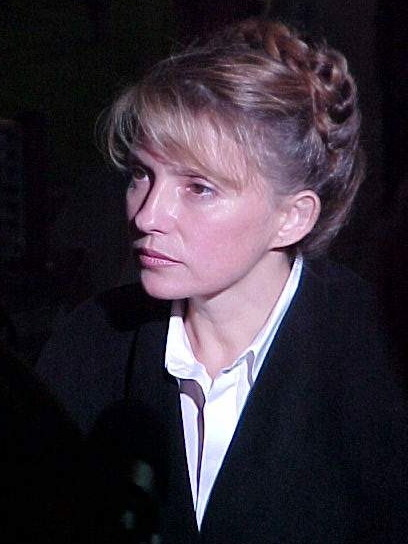
Yulia Tymoshenko.

- 1960: Yulia Tymoshenko, política ucraniana.
- 1960: Vlado Yanevski, cantante macedonio.
- 1961: Samantha Bond, actriz inglesa.
- 1962: Charlie Benante, baterista estadounidense (Anthrax).
- 1962: Mike Bordin, baterista estadounidense (Faith No More).
- 1962: Guillermo Gaviria Correa, político colombiano (f. 2003).
- 1962: Carlos Lozano, actor, modelo y presentador de televisión español.
- 1962: Davey Boy Smith, luchador profesional británico.
- 1963: Roy Barreras, médico y político colombiano.
- 1963: Toñín Llorente, jugador de baloncesto español.
- 1963: Duília de Mello, astróloga brasileña.
- 1963: Micky Molina, actor español.
- 1963: Roland Nilsson, futbolista sueco.
- 1963: Fisher Stevens, actor estadounidense.
- 1964: Robin Givens, actriz estadounidense.

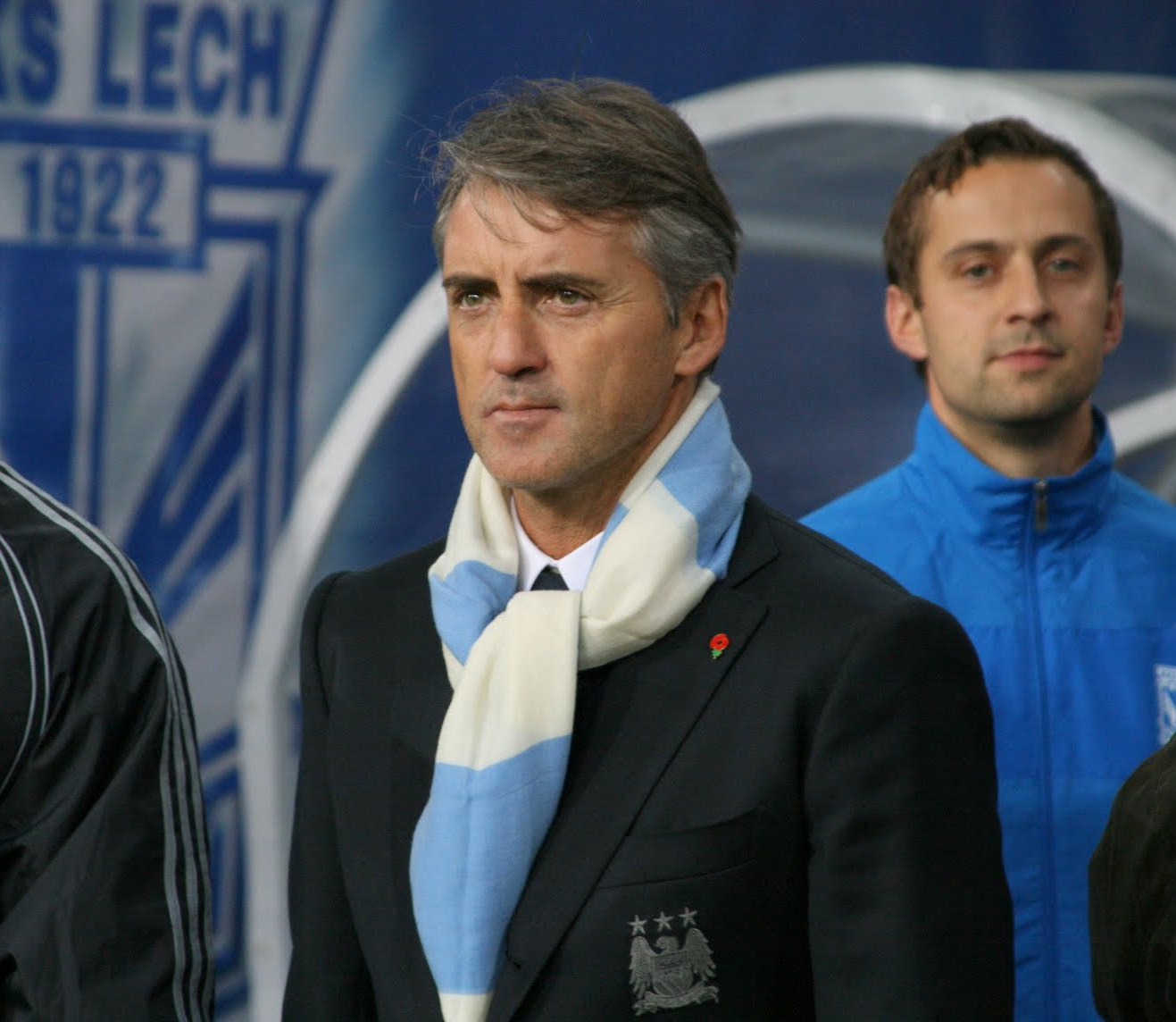
Roberto Mancini.

- 1964: Roberto Mancini, futbolista y entrenador italiano.
- 1964: Rubén Martínez Núñez, futbolista y entrenador chileno.
- 1964: Francisco Alejandro Méndez, escritor guatemalteco.
- 1964: David Rakoff, escritor, periodista y actor canadiense (f. 2012).
- 1964: Adam Shankman, bailarín y coreógrafo estadounidense.
- 1965: Ismi Azis, cantante indonesia.
- 1965: Richard Cheese, músico y cómico estadounidense.

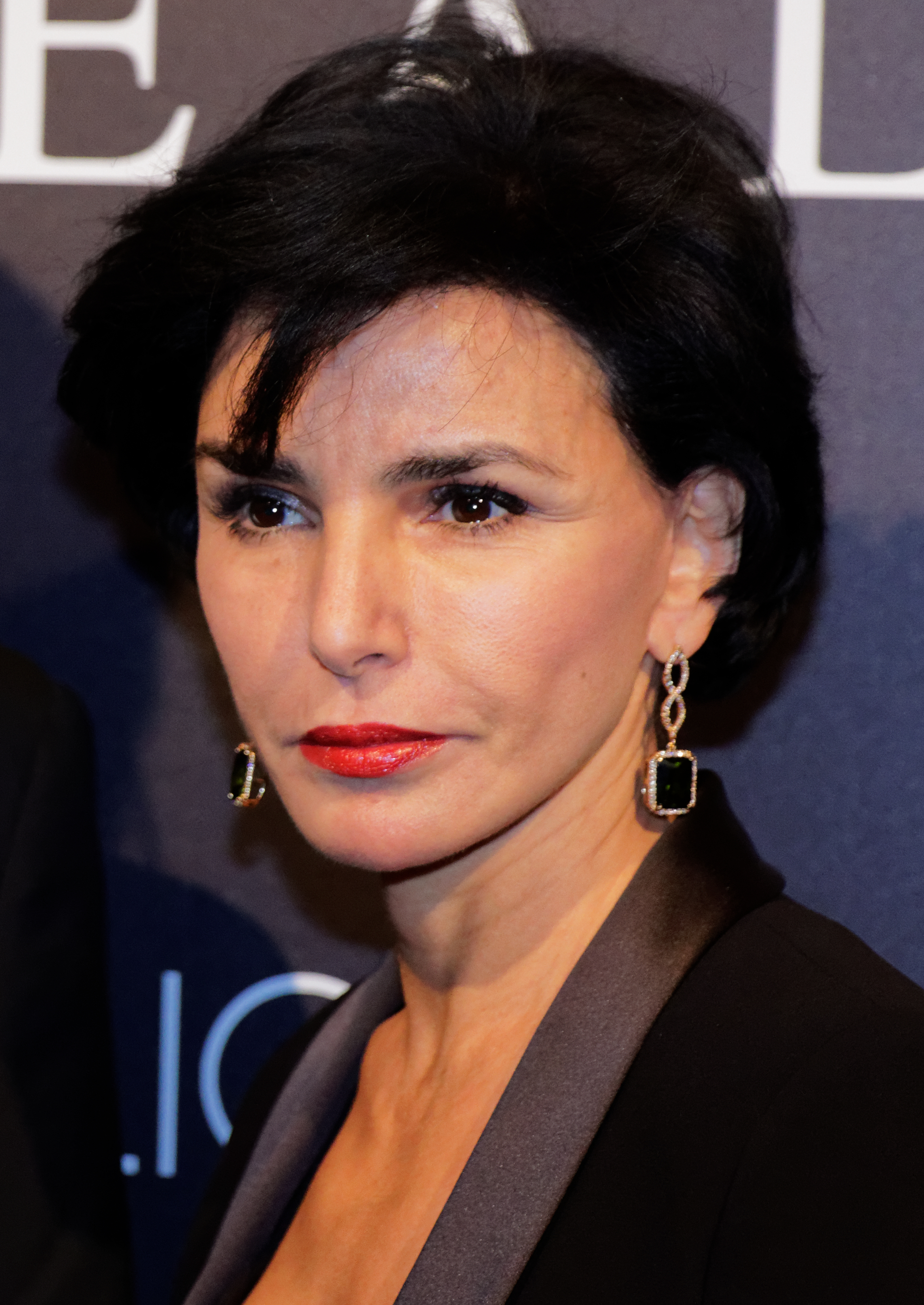
Rachida Dati.

- 1965: Rachida Dati, política francesa.
- 1965: Ernesto Jochamowitz-Endesby, piloto de rallis peruano.
- 1965: Raffaella Reggi, tenista italiana.
- 1966: Dean Garrett, jugador de baloncesto estadounidense.
- 1966: Vladimir Gudelj, futbolista bosnio.
- 1966: Irina Yanina, enfermera rusa, sargento médico y Héroe de la Federación de Rusia (f. 1999)
- 1967: Shane Embury, bajista británico (Napalm Death).
- 1967: Na Ying, cantante china.
- 1968: Alejandro Chomski, cineasta argentino.
- 1968: Stanisław Gawłowski, político polaco.
- 1968: Michael Vartan, actor francés.
- 1969: Hermán Gaviria, futbolista colombiano (f. 2002).
- 1969: Chin Han, actor singapurense.
- 1969: Myles Kennedy, cantante estadounidense (Alter Bridge, The Mayfield Four, Citizen Swing y Cosmic Dust).
- 1969: Natalia Millán, actriz española.
- 1969: Elizabeth Marvel, actriz estadounidense.
- 1970: Jorge Cárdenas, actor y cantante colombiano.
- 1970: Han Kang, escritora surcoreana, Premio Nobel de Literatura 2024.
- 1970: Brooke Langton, actriz estadounidense.
- 1970: Hermann Josis Mokalu, cantante indonesio.
- 1970: Jaime Riveros, futbolista chileno.
- 1971: Alberto Agnesi, actor mexicano.
- 1971: Nick Van Exel, baloncestista estadounidense.
- 1971: Claude Meisch, político luxemburgués.
- 1971: Valeria Zalaquett, fotógrafa chilena.
- 1972: Àlex Brendemühl, actor español.

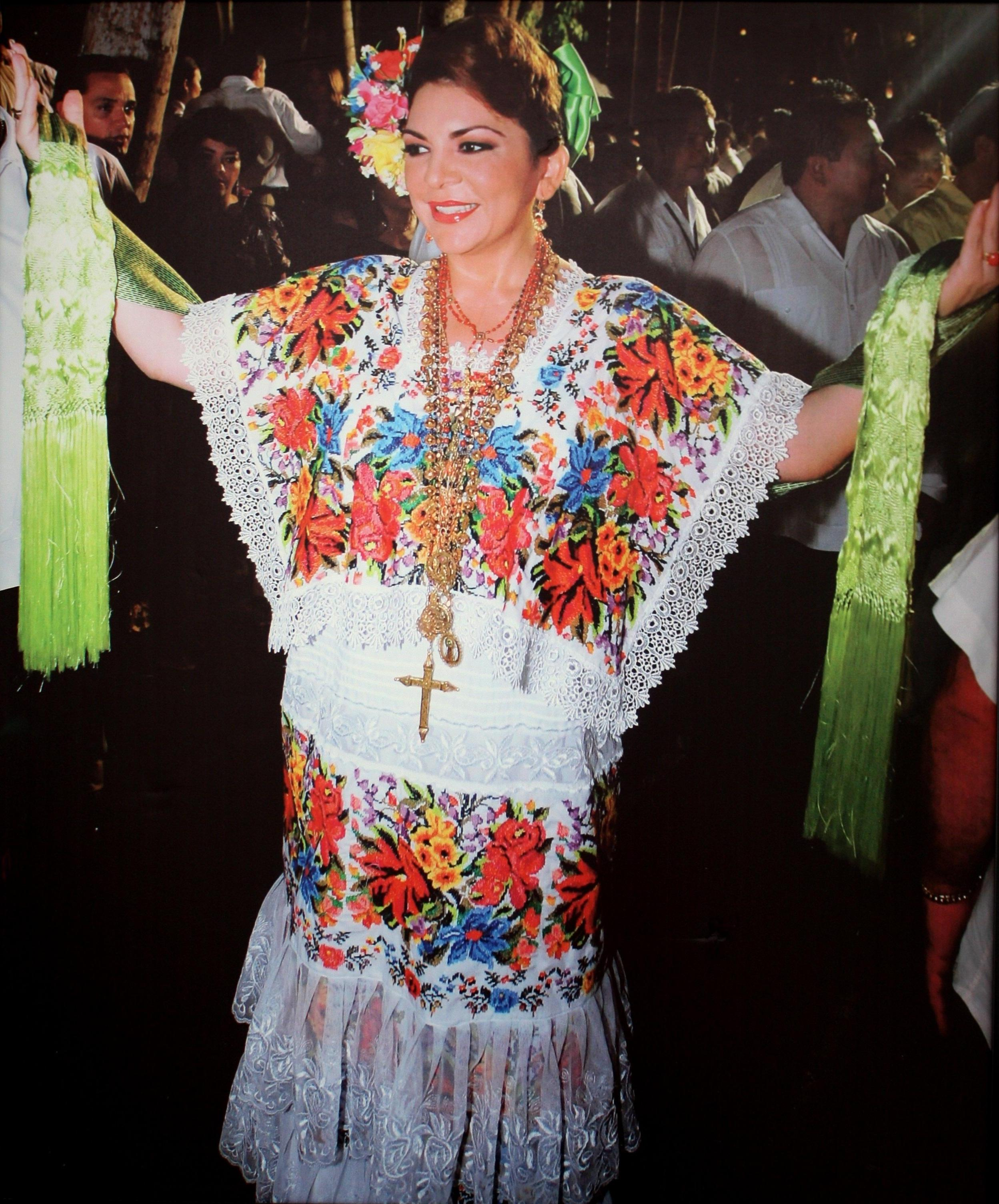
Ivonne Ortega Pacheco.

- 1972: Ivonne Ortega Pacheco, política mexicana.
- 1972: Youichi Ui, motociclista japonés.
- 1973: Sharlto Copley, actor y director sudafricano.
- 1973: Twista, rapero estadounidense.
- 1974: Kirk Acevedo, actor estadounidense.
- 1974: Jennifer O’Dell, actriz estadounidense.
- 1975: Martín Gramática, jugador argentino de fútbol americano.
- 1975: Rodrigo Valenzuela, futbolista chileno.
- 1976: Máximo López May, chef argentino.
- 1976: Vinci Montaner, cantante filipino.

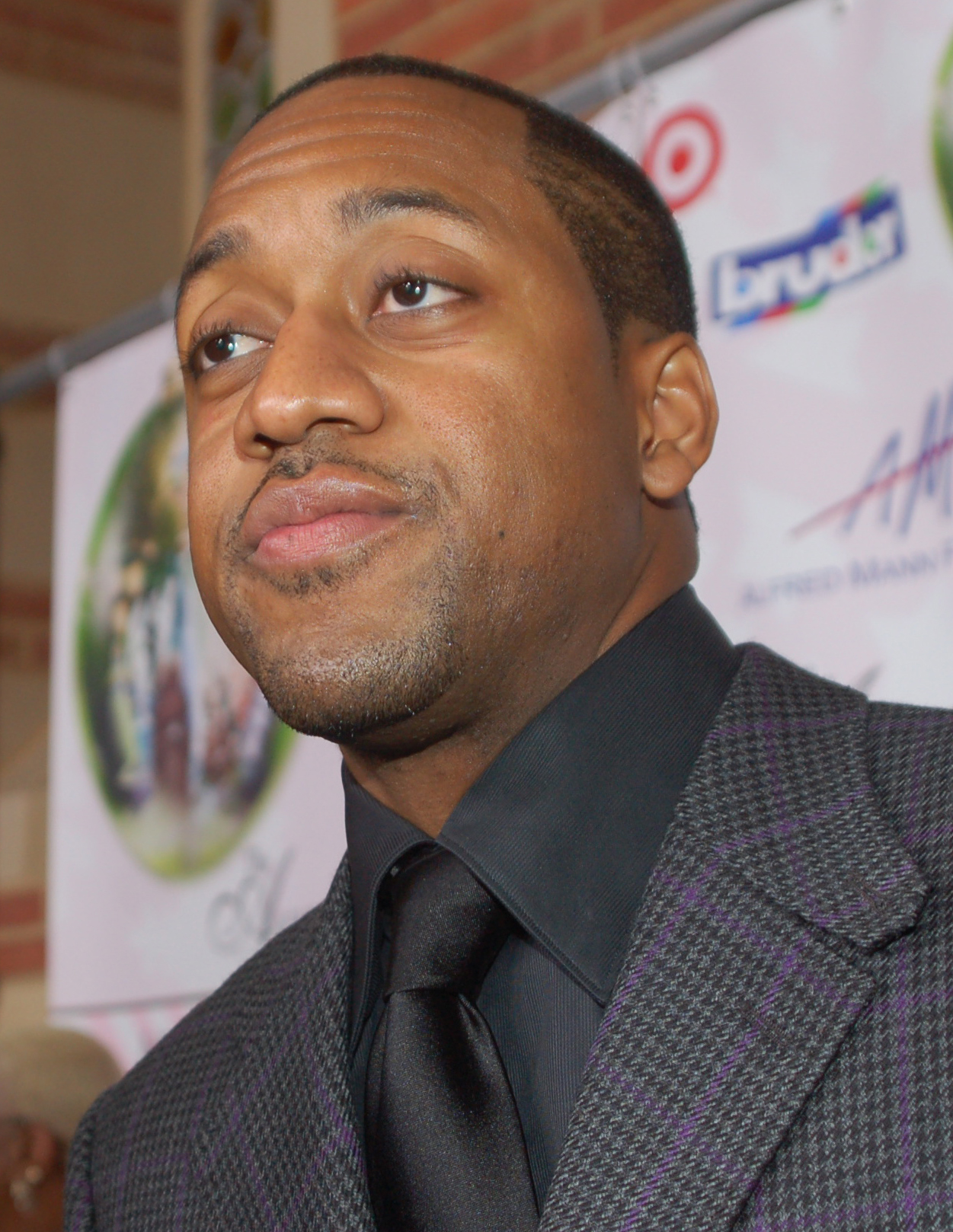
Jaleel White.

- 1976: Jaleel White, actor estadounidense.
- 1977: Fábio Costa, futbolista brasileño.
- 1977: Tobias Grünenfelder, esquiador suizo.
- 1977: Dalilah Polanco, actriz mexicana.
- 1978: Manu Fullola, actor español.
- 1978: Iván Gutiérrez, ciclista español.
- 1978: MC HotDog, rapero taiwanés.
- 1978: Jimmy Rollins, beisbolista estadounidense.
- 1978: Radek Štěpánek, tenista checo.
- 1978: The Streets, rapero estadounidense.
- 1979: Sebastián Blázquez, futbolista argentino.
- 1979: Liz Gallardo, actriz mexicana.

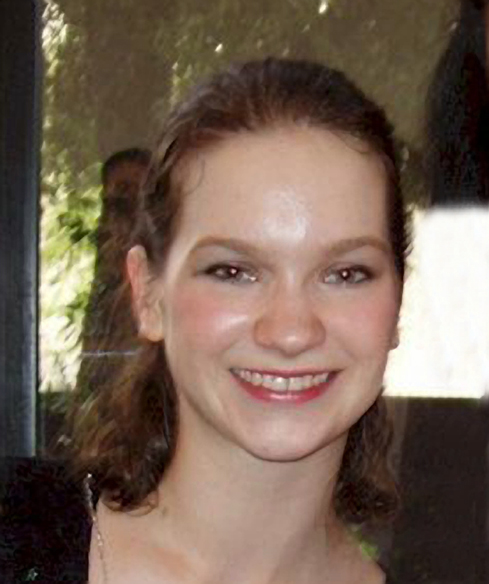
Hilary Hahn.

- 1979: Hilary Hahn, violinista estadounidense.
- 1979: Brendan Haywood, baloncestista estadounidense.
- 1979: Radoslav Kováč, futbolista checo.
- 1979: Eero Heinonen, bajista, compositor y cantante finlandés (The Rasmus).
- 1979: Manuel Lombo, cantaor flamenco español.
- 1979: Teemu Tainio, futbolista finlandés.
- 1979: Aleksandar Vasoski, futbolista y entrenador macedonio.
- 1980: Francesco Chicchi, ciclista italiano.
- 1980: Vladímir Malájov, ajedrecista ruso.
- 1980: Manda Ophuis, cantante neerlandesa.
- 1981: Walter Pedraza, ciclista colombiano.
- 1981: Bruno Alves, futbolista portugués.
- 1981: Matthew Taylor, futbolista británico.
- 1982: David Bellion, futbolista francés.

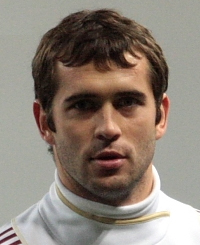
Aleksandr Kerzhakov.

- 1982: Aleksandr Kerzhakov, futbolista ruso.
- 1983: Professor Green, rapero británico.
- 1983: Miguel Ángel Perera, torero español.
- 1984: Sanna Nielsen, cantante sueca.
- 1984: Juan José Paredes, futbolista guatemalteco.
- 1985: Norman Kamaru, cantante indonesio.
- 1985: Lauren C. Mayhew, actriz y cantante estadounidense.

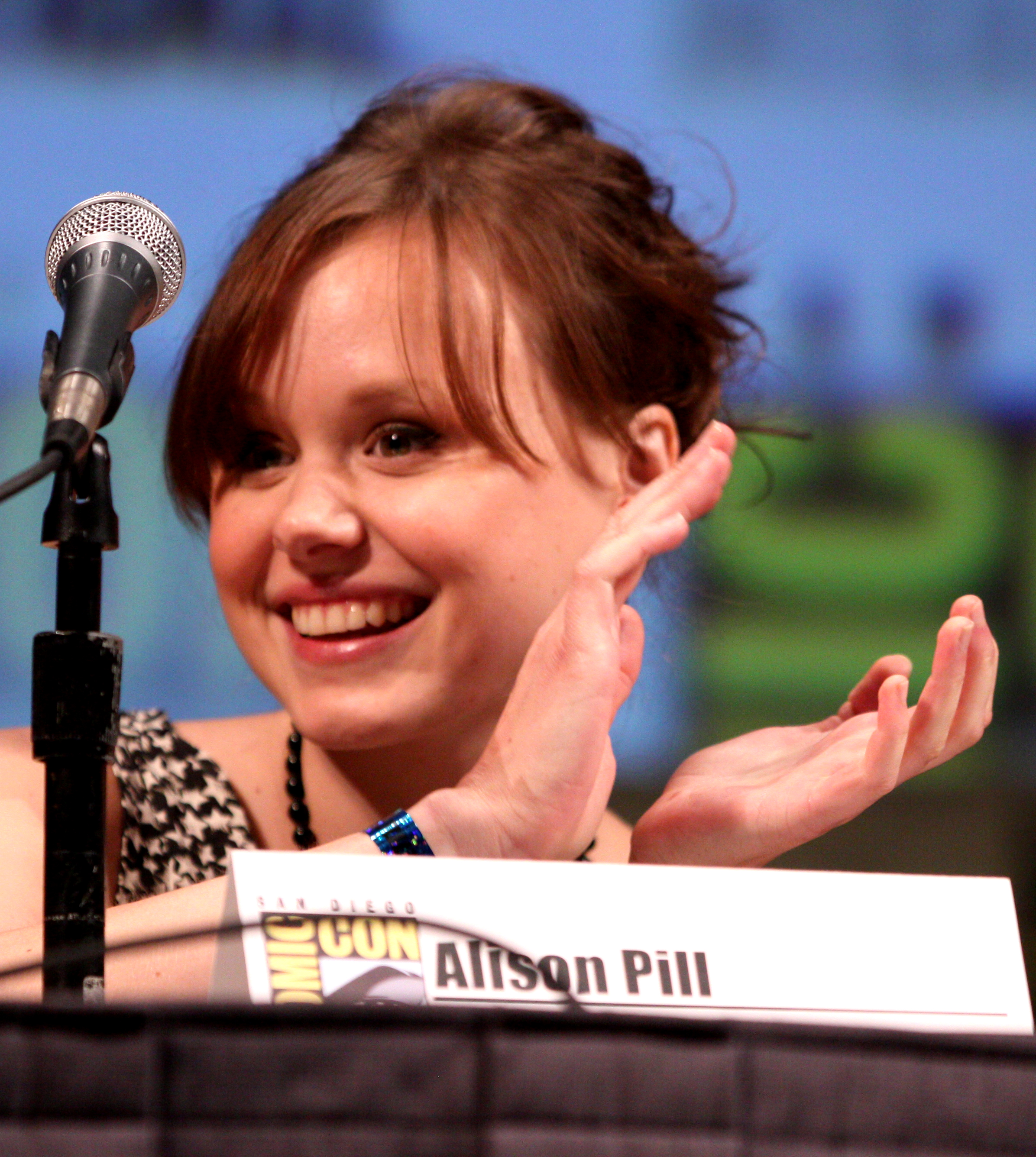
Alison Pill.

- 1985: Alison Pill, actriz canadiense.
- 1985: Park Soo-jin, actriz y cantante surcoreana.
- 1985: Lara Dickenmann, futbolista suiza.
- 1987: Santiago Giraldo, tenista colombiano.
- 1987: Luigi Datome, baloncestista italiano.
- 1988: Miroslav Šmajda, cantante eslovaco.
- 1989: Sercan Sararer, futbolista alemán.
- 1990: Josh Dubovie, cantante británico.
- 1990: Bisma Karisma, cantante indonesio.
- 1990: Kelsey Martinovich, modelo australiano.
- 1990: Blackbear, rapero estadounidense.
- 1991: Chloe Bridges, actriz estadounidense.
- 1991: María del Pilar Pérez, actriz colombiana.
- 1992: Chanyeol, cantante, rapero, bailarín, productor, actor y compositor surcoreano.
- 1992: Alex Neuberger, actor estadounidense.
- 1995: Roman Yaremchuk, futbolista ucraniano.
- 1998: Damian Przytuła, balonmanista polaco.
- 2001: Zoe Colletti, actriz estadounidense.

## Fallecimientos

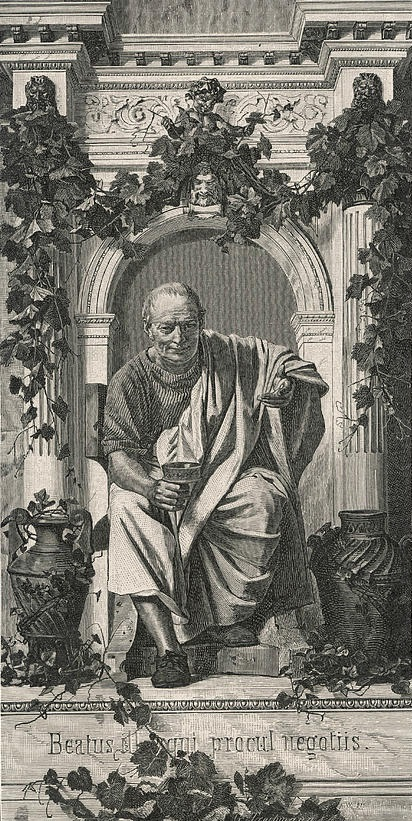
Horacio.

- 8 a. C.: Horacio, poeta romano (n. 65 a. C.).
- 395: Rufino, prefecto romano (n. 335).
- 450: Gala Placidia, hermana del emperador Teodosio I (n. 392).
- 511: Clodoveo I, rey franco (n. 481).
- 602: Mauricio, emperador romano (n. 539).
- 1252: Blanca de Castilla, esposa de Luis VIII de Francia (n. 1188).
- 1283: Juan de Montfort, señor de Torón (n. 1240).
- 1308: Otón IV de Brandeburgo, Margrave de Brandeburgo (n. 1238).
- 1474: Guillaume Dufay, compositor y músico franco-flamenco (n. 1397).
- 1555: Luis de Portugal, infante de Portugal (n. 1506).
- 1570: Jacopo Sansovino, escultor y arquitecto italiano (n. 1486).
- 1607: Juan de Castellanos, poeta, cronista y sacerdote español (n. 1522).
- 1644: Francisco Pacheco, pintor español. (n. 1564).
- 1680: Atanasio Kircher, erudito alemán (n. 1601).
- 1728: Sante Prunati, pintor italiano (n. 1652).
- 1749: Gottfried Heinrich Stölzel, compositor alemán (n. 1690).
- 1754: Abraham de Moivre, matemático británico de origen francés (n. 1667).
- 1758: Senesino, castrati italiano (n. 1686).
- 1760: Juan Antonio de Mendoza, militar español.
- 1762: Pedro Miguel de la Cueva y Guzmán, militar y aristócrata español (n. 1712).
- 1763: Isabel de Borbón-Parma, noble española (n. 1741).

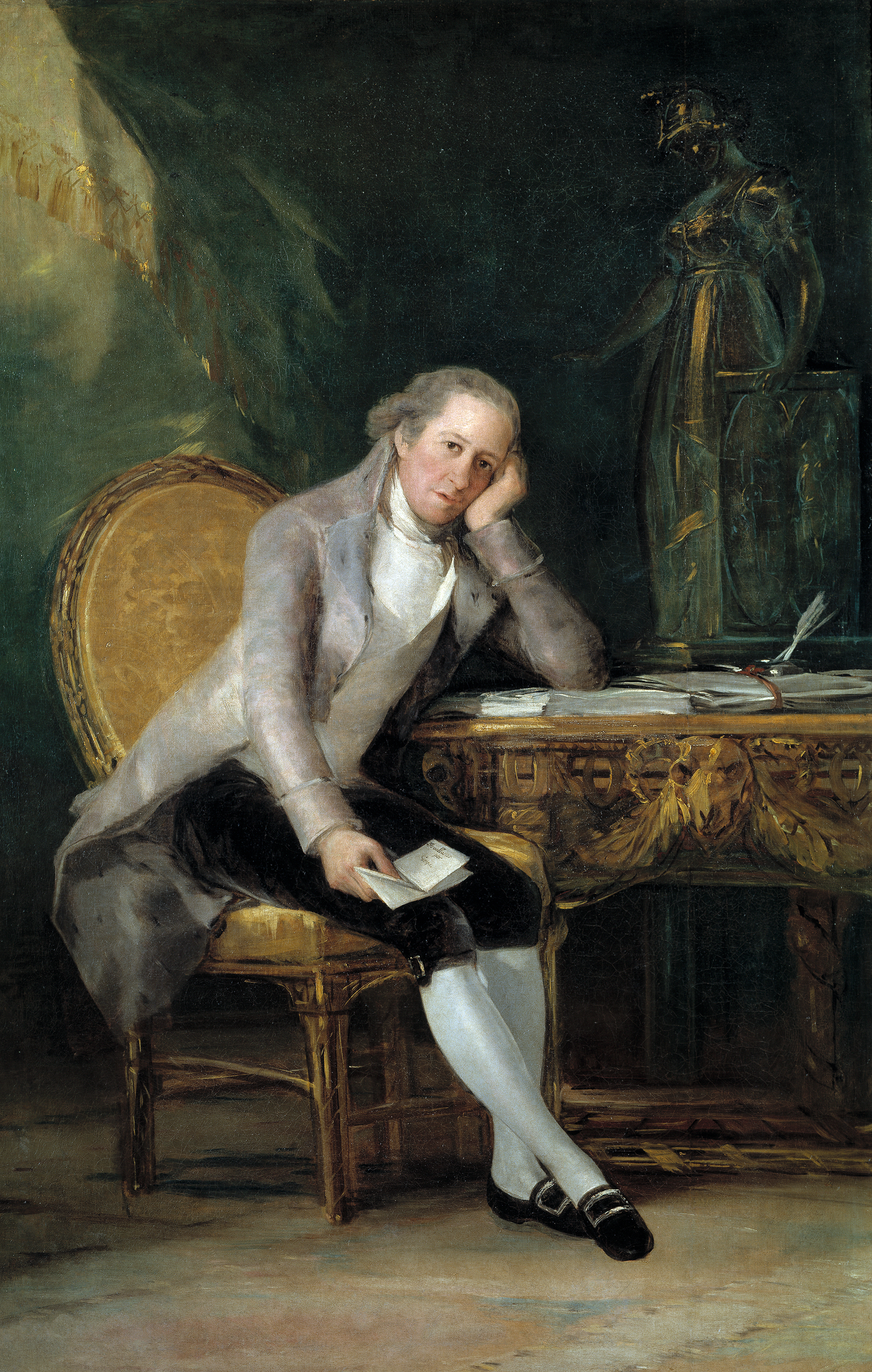
Gaspar Melchor de Jovellanos.

- 1811: Gaspar Melchor de Jovellanos, escritor español (n. 1744).
- 1825: Manuel Jordán Valdivieso, militar chileno (n. 1798).
- 1831: Juan Esteban Lozano de Torres, político español (n. 1779).
- 1833: Philip Reinagle, pintor británico (n. 1749).
- 1838: Ignacio Labastida, militar mexicano (n. 1806).
- 1849: Joaquín Oliet Cruella, pintor español (n. 1775).
- 1852: Ada Lovelace, matemática británica (n. 1815).
- 1857: Juan Gualberto González Bravo, músico, escritor y político español (n. 1777).
- 1869: José Hilario López, militar y político colombiano (n. 1798).
- 1872: Agustín Morales, presidente de Bolivia (n. 1808).
- 1873: Auguste Arthur de la Rive, físico francés (n. 1801).
- 1875: Richard Christopher Carrington, astrónomo británico (n. 1826).
- 1879: Janus Henricus Donker Curtius, comisionado neerlandés (n. 1813).

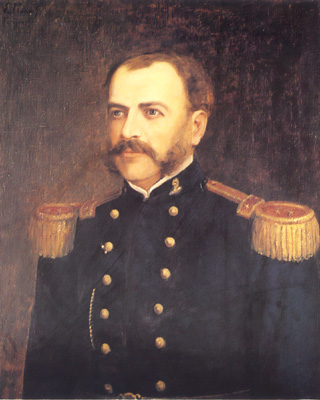
Eleuterio Ramírez.

- 1879: Eleuterio Ramírez, militar chileno (n. 1836).
- 1881: Theobald Boehm, lutier alemán (n. 1794).
- 1884: Fanny Elssler, bailarina austríaca (n. 1810).
- 1885: Andrea Maffei, escritor brasileño (n. 1798).
- 1886: Juan de la Rosa González, escritor español (n. 1820).
- 1887: August Fendler, botánico alemán (n. 1813).
- 1893: Stephen Wilcox, inventor estadounidense (n. 1830).

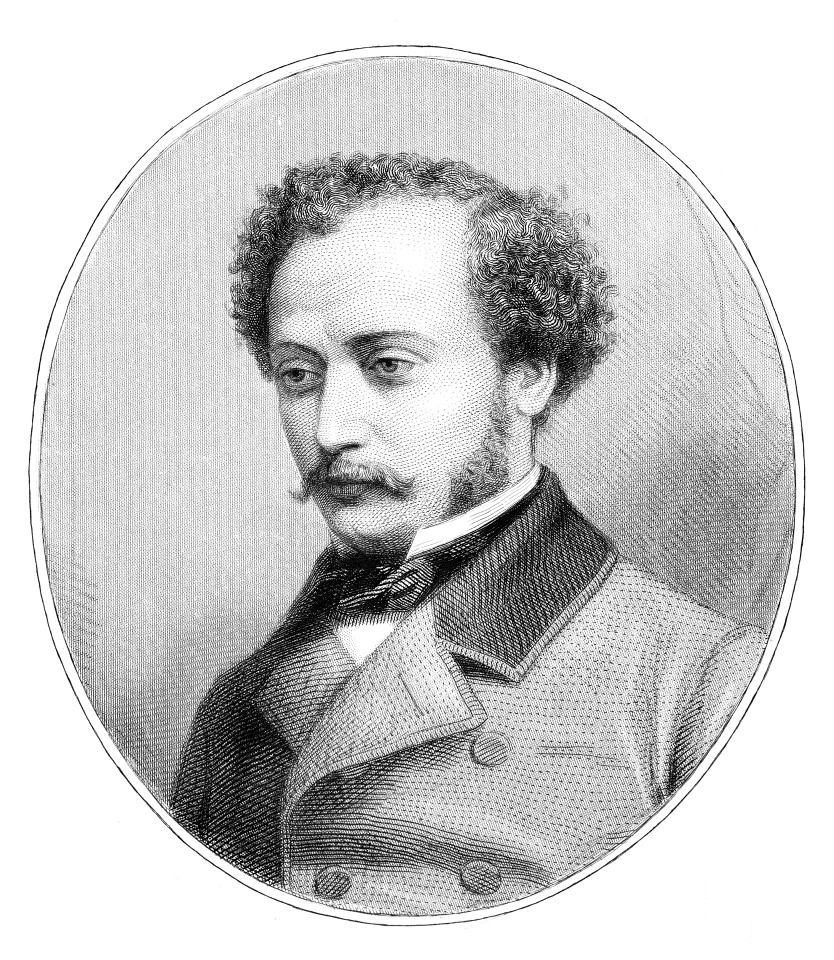
Alejandro Dumas (hijo).

- 1895: Alexandre Dumas (hijo), escritor francés (n. 1824).
- 1897: James Bateman, horticultor británico (n. 1811).
- 1899: Guido Gezelle, poeta belga (n. 1830).
- 1901: Frédéric Borgella, pintor francés (n. 1833).
- 1901: Antonio Gisbert, pintor español (n. 1834).
- 1905: Alberto Castillo Urbistondo, político chileno.
- 1908: Knud Bergslien, pintor noruego (n. 1827).
- 1908: Jean Albert Gaudry, geógrafo y paleontólogo francés (n. 1827).
- 1915: Charles René Zeiller, botánico francés (n. 1847). Emile Verhaeren .

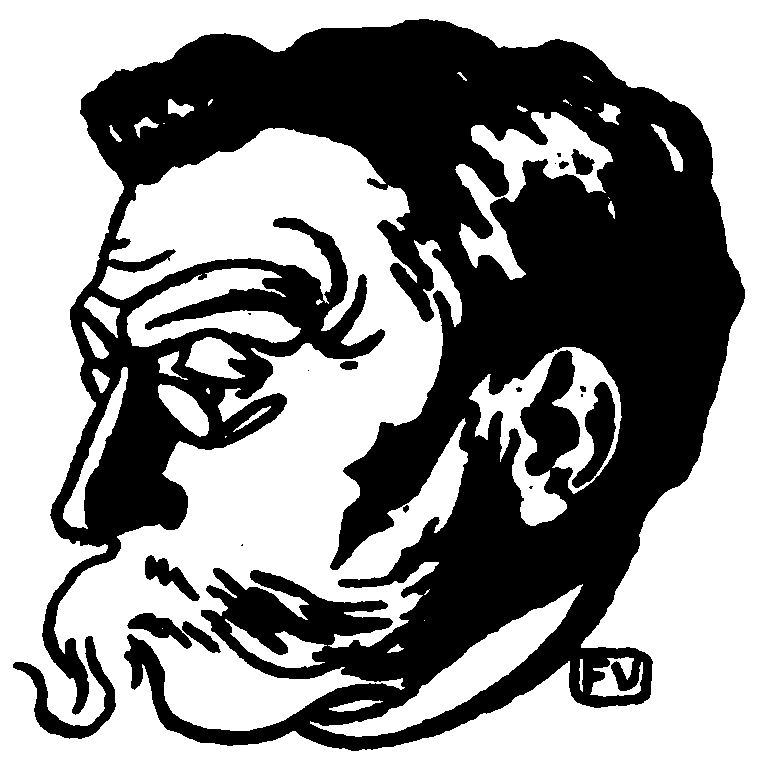
Emile Verhaeren

- 1916: Emile Verhaeren, poeta belga (n. 1855).
- 1918: Bohumil Kubišta, pintor checo (n. 1884).
- 1918: Auguste Louis Maurice Levêque de Vilmorin, biólogo francés (n. 1849).
- 1919: Manuel Espinosa Batista, político panameño (n. 1857).
- 1919: Jules Poisson, botánico francés (n. 1833).
- 1920: Aquiles Gerste, sacerdote belga (n. 1854).
- 1920: Alexius Meinong, filósofo austríaco (n. 1853).
- 1922: Alice Meynell, escritora y editora británica (n. 1847).
- 1925: Magnus Enckell, pintor finlandés (n. 1870).
- 1925: Roger de La Fresnaye, pintor francés (n. 1885).
- 1926: Julio Moreno, político argentino (n. 1866).
- 1929: Domingo Cabred, médico y psiquiatra argentino (n. 1859).
- 1931: David Bruce, médico australiano (n. 1855).
- 1931: Joaquín Llambías, médico argentino (n. 1868).

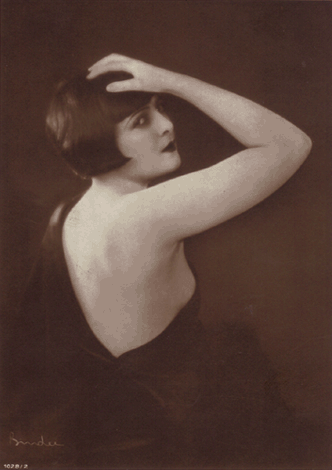
Lya De Putti.

- 1931: Lya De Putti, actriz húngara (n. 1899).
- 1933: Carlos Meyer Baldó, aviador venezolano (n. 1895).
- 1934: Baby Face Nelson, criminal estadounidense (n. 1908).
- 1936: Álvaro Alcalá Galiano, pintor español (n. 1873).
- 1936: Edward Bach, médico británico, creador de las flores de Bach (n. 1886).
- 1936: Basil Zaharoff, magnate griego (n. 1849).
- 1937: Felix Hamrin, político sueco (n. 1875).
- 1938: Luis Otero Mujica, militar chileno (n. 1879).
- 1939: Juan Alejandro Borchex, político argentino (n. 1880).
- 1940: Nicolae Iorga, escritor y político rumano (n. 1871).
- 1942: Hermann Harms, botánico alemán (n. 1870).

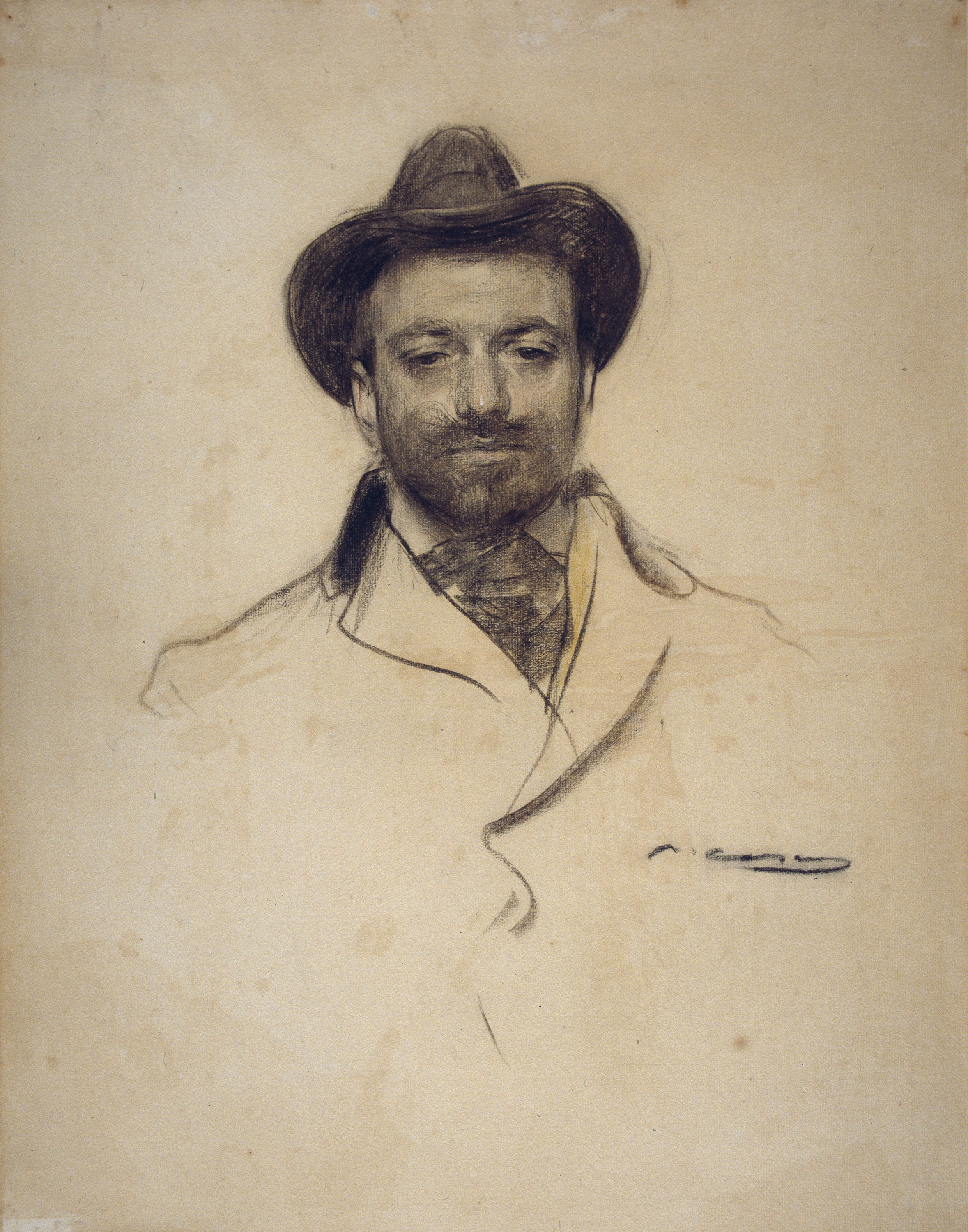
José María Sert.

- 1945: José María Sert, pintor español (n. 1874).
- 1946: Georges Cirot, historiador francés (n. 1870).
- 1949: Charles F. Haanel, escritor y magnate estadounidense (n. 1866).
- 1951: Emanuel Walberg, historiador sueco (n. 1873).

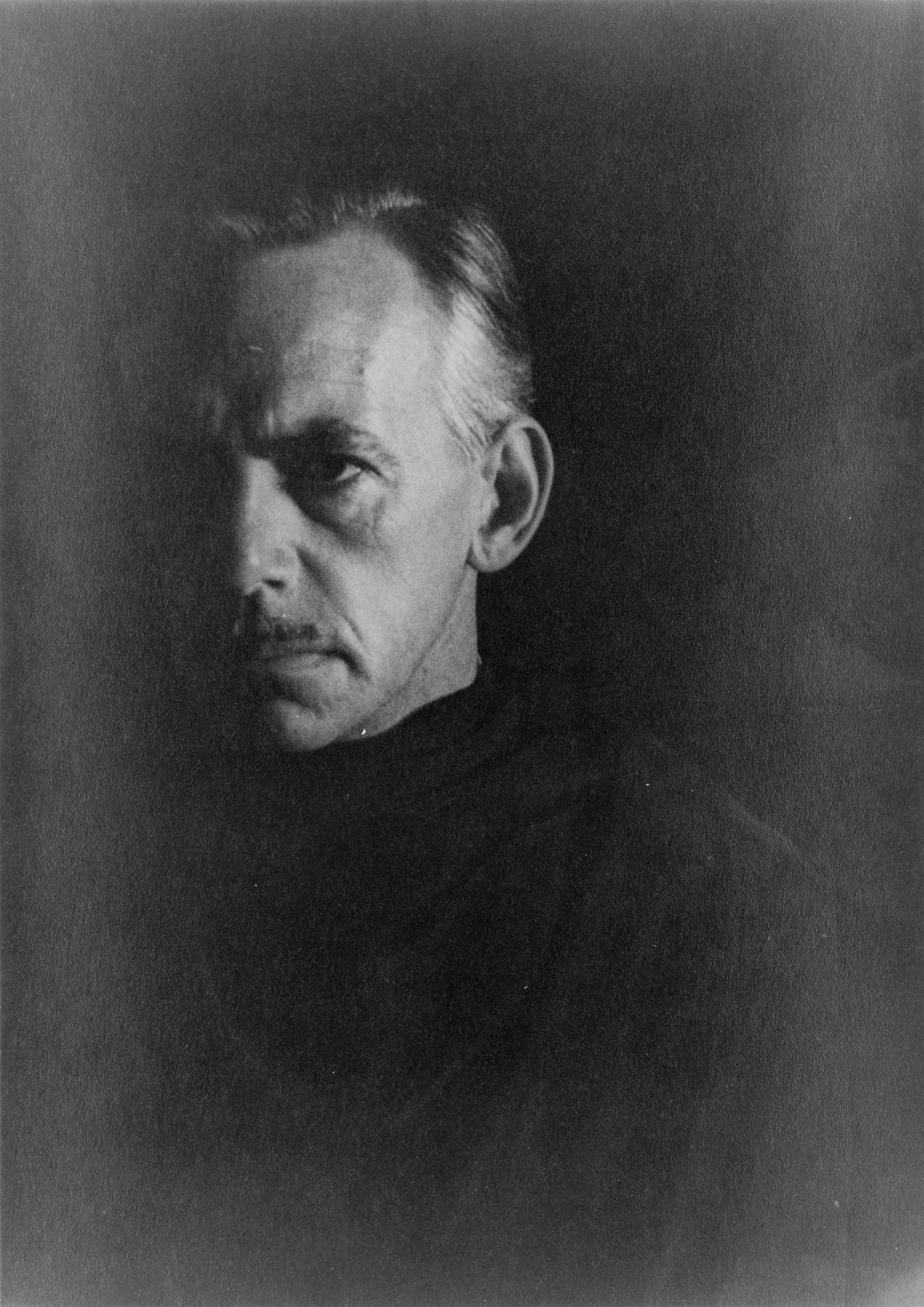
Eugene O'Neill.

- 1953: Eugene O'Neill, dramaturgo estadounidense, premio Nobel de Literatura en 1936 (n. 1888).
- 1955: Luís de Freitas Branco, compositor portugués (n. 1890).
- 1955: Arthur Honegger, compositor suizo (n. 1892).
- 1955: Emma Jung, analista y escritora suiza (n. 1882).
- 1956: George Thomas Moore, botánico estadounidense (n. 1871).
- 1956: Demetrio Zorita Alonso, militar y aviador español (n. 1917).
- 1966: Roque Estrada Reynoso, jurista y escritor mexicano (n. 1883).
- 1967: Léon M'ba, político gabonés, 1.er presidente de Gabón (n. 1902).
- 1967: José Miranda González, historiador español (n. 1903).
- 1967: Héctor Panizza, compositor y director de orquesta argentino (n. 1875).
- 1971: Joe Guyon, jugador de fútbol americano estadounidense (n. 1892).
- 1971: Francisco Javier Sánchez Cantón, historiador de arte español (n. 1891).
- 1971: Manuel Tello Baurraud, político mexicano (n. 1898).
- 1972: Juan Segura de Lago, arquitecto español (n. 1911).

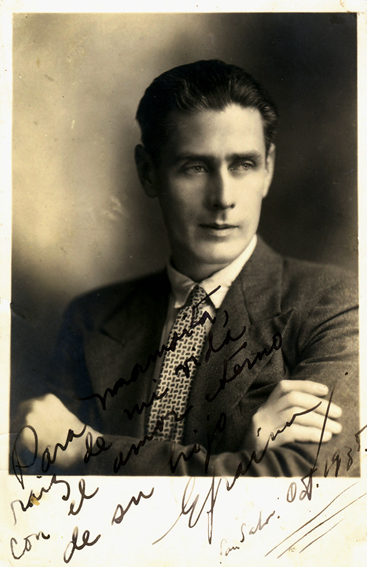
Salarrué.

- 1975: Salarrué (Salvador Salazar Arrué), escritor y pintor salvadoreño (n. 1899).

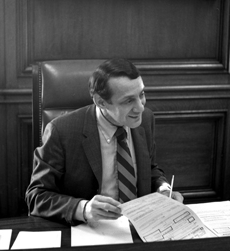
Harvey Milk.

- 1978: Harvey Milk, activista y político estadounidense (n. 1930).
- 1978: George Moscone, político estadounidense (n. 1929).
- 1979: Wendel Polich, astrólogo argentino (n. 1892).
- 1981: Hermann Krumey, militar de la SS alemán (n. 1905).
- 1981: Lotte Lenya, actriz y cantante austríaca (n. 1898).
- 1981: Wenceslao López Martín del Campo, investigador y catedrático mexicano (n. 1923).
- 1982: José Esquivel Pren, historiador y escritor mexicano (n. 1897).
- 1982: Diná Silveira de Queirós, escritora brasileña (n. 1911).
- 1983: Jorge Ibargüengoitia, escritor mexicano (n. 1928).
- 1983: Ángel Rama, escritor uruguayo (n. 1926).
- 1983: Rosa Sabater, pianista española (n. 1929).
- 1983: Manuel Scorza, escritor peruano (n. 1928).
- 1983: Marta Traba, historiadora de arte y escritora argentino-colombiana (n. 1930).
- 1985: Fernand Braudel, historiador francés (n. 1902).
- 1986: L. Harrison Matthews, zoólogo británico (n. 1901).
- 1988: Angela Aames, actriz estadounidense (n. 1956).
- 1988: Carmen Carbonell, actriz española (n. 1900).

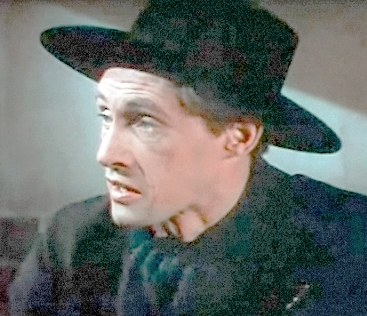
John Carradine.

- 1988: John Carradine, actor estadounidense (n. 1906).
- 1989: Carlos Arias Navarro, político y gobernante español (n. 1908).
- 1990: Raquel Señoret, poetisa chilena (n. 1922).
- 1990: David White, actor estadounidense (n. 1916).
- 1991: Vilém Flusser, escritor checo (n. 1920).
- 1991: Harry Everett Smith, artista estadounidense (n. 1923).
- 1992: Daniel Santos, cantante puertorriqueño (n. 1916).
- 1993: Guido Masetti, futbolista italiano (n. 1907).
- 1993: Everett Claire Olson, zoólogo, paleontólogo y geólogo estadounidense (n. 1910).
- 1996: Jack Penn, escritor, médico y escultor surafricano (n. 1909).
- 1997: Eduardo Kingman, pintor ecuatoriano (n. 1913).
- 1997: Malcolm Knowles, pedagogo estadounidense (n. 1913).
- 1997: Buck Leonard, beisbolista estadounidense (n. 1907).
- 1998: Gloria Fuertes, escritora española (n. 1917).
- 1998: Antonio Marimón, periodista argentino exiliado en México (n. 1944).
- 1999: Arturo Fernández Meyzán, futbolista peruano (n. 1906).
- 1999: Yasuhiro Kojima, luchador japonés (n. 1937).
- 1999: Susanne Lorcia, bailarina francesa (n. 1902).
- 1999: Alain Peyrefitte, político francés (n. 1925).
- 2000: Lída Baarová, actriz checa (n. 1914).
- 2000: Susana Rotker, escritora y periodista venezolana (n. 1954).
- 2001: Nils-Aslak Valkeapää, escritor finlandés (n. 1943).
- 2002: Stanley Black, compositor y pianista británico (n. 1913).
- 2002: Eduardo Fernández Meyzán, futbolista peruano (n. 1923).
- 2002: Federico Jorge Klemm, artista y crítico argentino de origen checoslovaco (n. 1942).
- 2002: Migueli, futbolista español (n. 1942).
- 2004: David Ratto, publicista argentino (n. 1934).

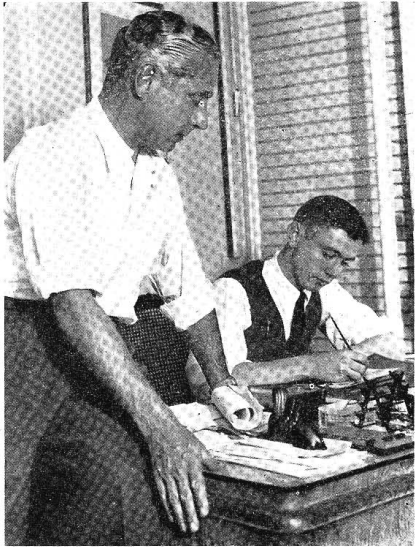
Alberto Salinas.

- 2004: Alberto Salinas, dibujante de historietas argentino (n. 1932).
- 2005: Jocelyn Brando, actriz estadounidense (n. 1919).
- 2005: David Roger Given, botánico británico (n. 1943).
- 2005: Joe Jones, músico estadounidense de R&B (n. 1926).
- 2005: Menchu Quesada, actriz argentina (n. 1918).
- 2006: Jece Valadao, actor brasileño (n. 1930).
- 2007: Paul Loustau, actor español (n. 1978).
- 2007: Cecil Payne, saxofonista estadounidense (n. 1922).
- 2007: Sean Taylor, jugador de fútbol americano estadounidense (n. 1983).
- 2007: Jane Vance Rule, escritor canadiense (n. 1931).
- 2008: Pekka Pohjola, músico finlandés (n. 1952).
- 2008: V.P. Singh, político hindú (n. 1931).
- 2009: José Viñals, escritor español (n. 1930).
- 2010: Irvin Kershner, cineasta y actor estadounidense (n. 1923).[5]
- 2011: Ken Russell, director de cine británico (n. 1927).
- 2011: Gary Speed, futbolista y entrenador británico (n. 1969).
- 2011: Eugenia Sacerdote de Lustig, médica italo-argentina (n. 1910).
- 2018: Francisco Aura Boronat, activista y divulgador español (n. 1918).
- 2020:
- Mohsen Fakhrizadeh, militar y físico iraní (n. 1958)
- Kevin Burnham, velista y medallista olímpico estadounidense (n. 1956).
- Selva Casal, poeta y escritora uruguaya (n. 1927).
- Juan Carlos Pérez Loizeau, periodista, escritor y presentador de TV argentino (n. 1929).
- Parviz Poorhosseini, actor iraní (n. 1941).
- Mariví Romero (81), periodista taurina española (n. 1939).
- Aly Zaker, actor, escritor y empresario bangladesí (n. 1944)
- 2021: Almudena Grandes (61), escritora española (n. 1960).
- 2024: Leonor González Mina (90) cantante, actriz y activista colombiana (n. 1934)

## Celebraciones
Por países
(Por orden alfabético)
- Argentina:
  - Día del Trabajador Previsional. En memoria a la creación de la Secretaría de Trabajo y Previsión de la Nación.[6]
  - Día de la Educación de Adultos.[7]
  - Día del Voleibolista.[8]Esta fecha se conmemora en honor al nacimiento de la Federación Argentina de Voleibol (FAV), fundada en 1931.
Por otra parte, el Día del Voleibol se celebra el 9 de febrero, aniversario de la creación de este deporte ese día de 1895 en Estados Unidos.

- España:
  - Día del Maestro. En honor de san José de Calasanz.

- Estados Unidos:
  - Día de las Agujas y Alfileres.
(en inglés: Pins And Needles Day).
  - Día de la Carne Seca o Cecina Artesanal.
(en inglés: National Craft Jerky Day).
  - Día del Pastel de Crema Bávara.
(en inglés: National Bavarian Cream Pie Day).
  - Día de Adoptar una Tortuga
(en inglés: Turtle Adoption Day).

- México:
  - Día Nacional de la Conservación. En conmemoración del establecimiento del primer Parque Nacional del país, el Desierto de los Leones, en 1917. Para conocer, valorar y preservar la extraordinaria riqueza biológica y la diversidad de flora y fauna que atesoran los ecosistemas terrestres y marinos del país.
  - Día del Mariachi en Jalisco. El mariachi es una música tradicional y un elemento fundamental de la cultura mexicana. Esta música es reconocida como Patrimonio cultural inmaterial de la Humanidad por la UNESCO. El Día Nacional del Mariachi se celebra el 21 de enero.

- Perú:
  - Día del Biólogo. En honor del botánico, geógrafo y naturalista Augusto Weberbauer. El 18 de abril de 1972, se publica en el Diario Oficial "El Peruano" la oficialización del Día del Biólogo Peruano mediante el decreto de Ley Nº 19364.
  - Proclamación de la Independencia de Huaura.[9]27 de noviembre de 1820 (204 años).
  - Batalla de Tarapacá.[9]27 de noviembre de 1879 (145 años).
  - Se crea el Departamento de Pasco.[9]27 de noviembre de 1944 (80 años).
  - Día de las Telecomunicaciones en Salud.[9]

### Santoral católico

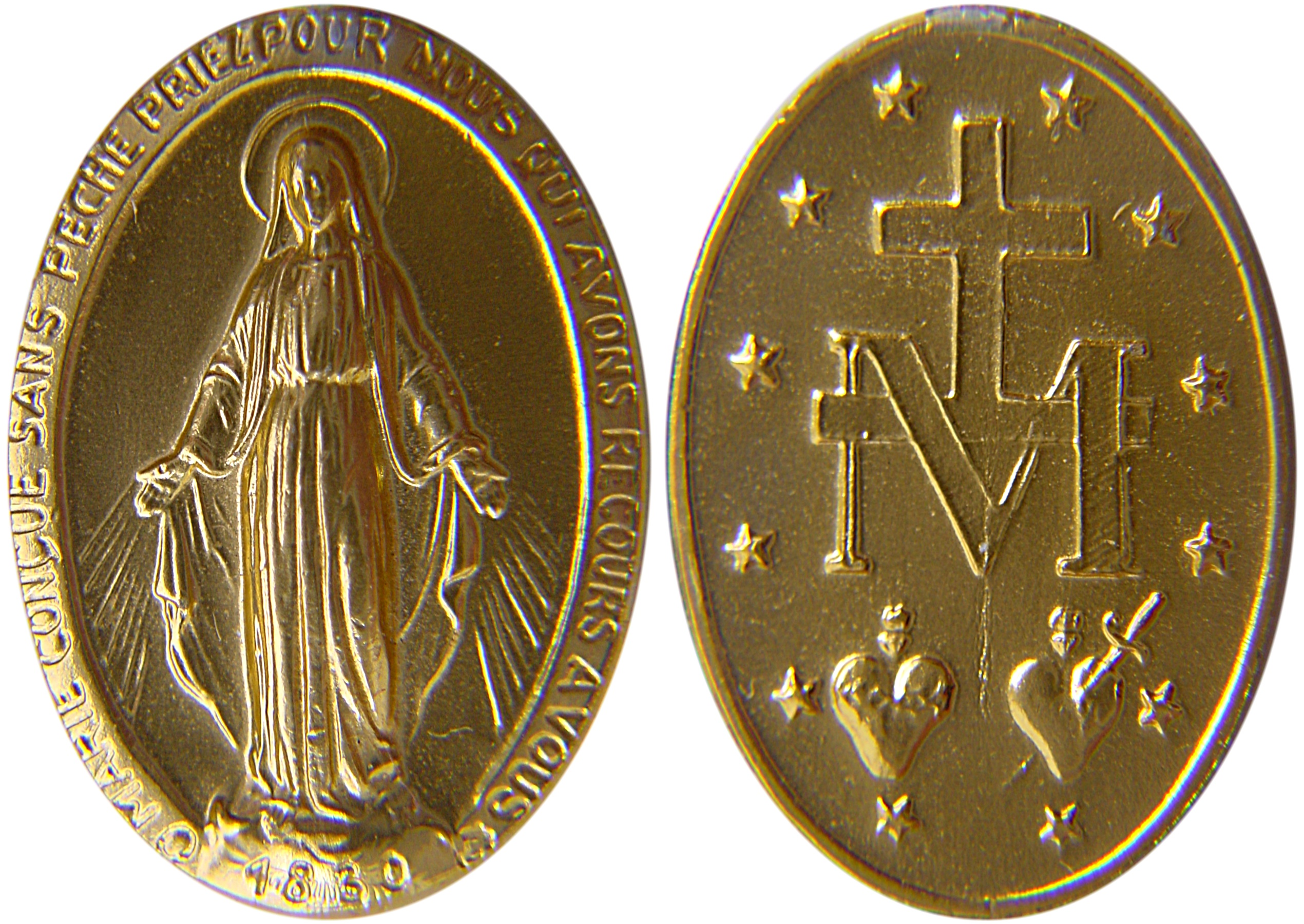
La Medalla Milagrosa, cuyo diseño fue creado por Santa Catalina Labouré después de las apariciones de la Santísima Virgen María en París. En 1832 durante una epidemia se empezaron a distribuir las primeras medallas a las que se atribuyeron numerosas curaciones y conversiones, recibiendo el nombre de Medalla Milagrosa.

- Medalla Milagrosa (imagen ilustrativa).[10][11]
- San Acacio de Sinai.[10]
- San Acario de Noyón.[10]
- San Barlaán.[10]
- San Basileo (obispo).[10]
- Santa Bilhildis.[10]
- San Eusicio.[10]
- San Facundo.[10]
- San Fergusto.[10]
- San Francisco Antonio Fasani.[10]
- San Gulstano.[10]
- San Hirenarco.[10]
- San Jacobo Interciso.[10]
- San Laverio.[10]
- San Máximo de Riez.[10]
- San Primitivo.[10]
- San Sifrido de Carpentras.[10]
- San Simeón Metafraste.[10]
- San Valeriano de Aquileya.[10]
- San Virgilio de Salzburgo.[10]
- Beato Bernardino de Fossa Amici.[10]
- Beato Bronislao Kostowski.[10]
- Beata Delfina de Glandéres.[10]
- Beato Ramon Llull.[10]
- Beato Tomás Koteda Kiuni y compañeros.[10]